# Violí
|  | «violinista» redirigeix aquí. Vegeu-ne altres significats a «El violinista». |

El violí (etimologia: de l'italià  Violino , diminutiu de  viola ) és un instrument de corda fregada que té quatre cordes i és el més agut de la seva família. Altres membres de la seva família són la viola, el violoncel i el contrabaix.
Les cordes s'afinen per intervals de quintes (d'agut a greu):
- sol  4
- re  3
- la  2  i
- mi  1

(el número està indicat d'acord amb l'índex acústic internacional, que s'utilitza en tot el món, segons el qual el  do  central del piano és un  do  3    ) 
La corda de sonoritat més greu és la de  sol  2  , i després li segueixen, en ordre creixent, el  re  3  ,  la  3   i  mi  4  .
En el violí la primera corda a ser afinada és la del  la ; aquesta s'afina comunament a una freqüència de 440 Hz, utilitzant com a referència un diapasó clàssic de metall en forquilla o, des finals del segle xx, un diapasó electrònic. En orquestres i grups, el violí se sol afinar a 442 Hz, ja que les condicions del medi com la temperatura, o la progressiva destensió de les cordes fa que aquestes es desafinen, i per compensar-ho s'afinen una mica per sobre.
Les partitures de música per a violí usen gairebé sempre la clau de  sol , anomenada antigament "clau de violí». El violí no té trasts, a diferència de la guitarra. És el més petit i el més agut de la família dels instruments de corda clàssics, que inclou la viola, el violoncel i el contrabaix, els quals, excepte el contrabaix, són derivats tots de les violes medievals, especialment de la fídula.
En els violins antics les cordes eren de budell. Avui poden ser també de metall o de budell entorxat amb alumini, plata o acer, la corda del mi, la més aguda -anomenada  Cantino  - és directament un fil d'acer, i, ocasionalment, d'or. En l'actualitat s'estan fabricant cordes de materials sintètics que tendeixen a reunir la sonoritat assolida per la flexibilitat del budell i la resistència dels metalls.
L'arc és una vara estreta, de corba suau, i construïda idòniament en la dura fusta del pal del Brasil o «Pernambuco» ( Caesalpinia echinata ), d'uns 77 cm de llarg, amb una cinta de 70 cm constituïda per entre 100 i 120 (amb un pes d'uns 60 grams segons longitud i calibre) crinera de cua de cavall, sent les de millor qualitat les anomenades "Mongòlia", que provenen de climes freds on el pèl és més fi i resistent. Aquesta cinta va des d'una punta a l'altra de l'arc. Perquè les cordes vibrin i sonin d'una manera eficient, la cinta de l'arc de cua de cavall ha de ser fregada adequada i regularment amb una resina anomenada colofònia. També, actualment-moltes vegades per abaratir costos, la crinera blanquejada de cavall és substituïda per fibres viníliques. L'arc del violí té, a la part per on s'agafa, un sistema de cargol que al desplaçar la peça per la qual s'aferra (a l'extrem de la cinta de crinera), fa que aquesta es tensi o es distengui.
El violí és l'instrument més barat de la seva família, però també és el que pot arribar a tenir els preus més desorbitats, en els models sofisticats.
Els violins es classifiquen d'acord amb la seva grandària: el 4/4 -la longitud sol ser de 14 polzades o 35,5 cm i el seu ample màxim de 20 cm, i un alt de 4,5 cm- és el més gran i és l'utilitzat pels adults; el segueixen violins de grandària menor, destinats a joves i nens, denominats 3/4, 2/4 i 1/4. Existeix també un violí de mida 7/8, també anomenat "Lady", que és utilitzat per algunes dones o per homes adults de mans petites ..

## Parts

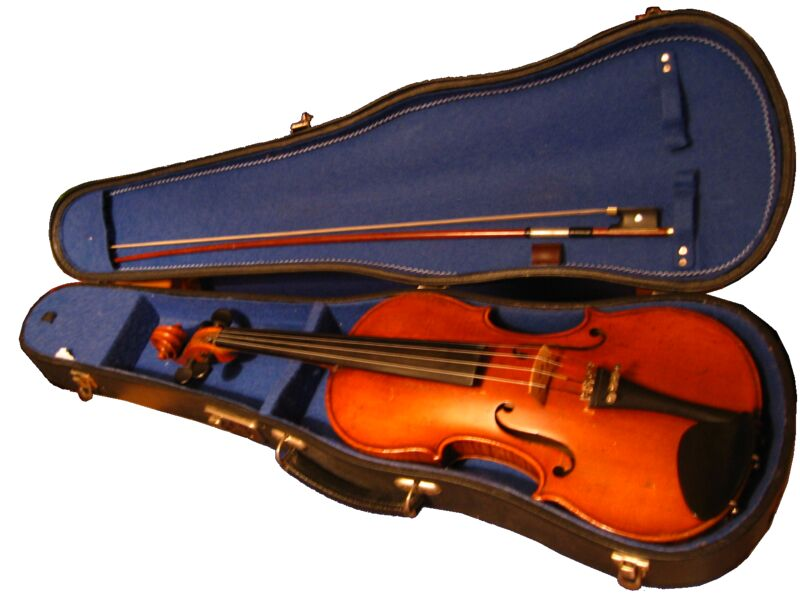
Un violí 4/4 dintre el seu estoig

L'instrument fa 35,7 cm de caixa, i 60,5 centímetres d'extrem a extrem. El violí té quatre cordes afinades per quintes: sol 2, re 3, la 3, mi 4. Originalment les cordes eren de budell, actualment poden ser de budell entorxat amb alumini, plata o acer, de fibres sintètiques entorxades, o metàl·liques amb entorxat o sense. Les cordes van muntades sobre un batedor de banús, sense trasts i queden lliures per ressonar entre la celleta i el pont. Aquest últim, té un disseny que en facilitar-ne la vibració el fa actuar com amplificador i transmissor del so cap a la caixa de ressonància. Les vibracions transmeses pel pont es reparteixen a la tapa inferior mitjançant una peça cilíndrica interior anomenada ànima i situada sota i a la dreta del pont, i per tota la llargada de la tapa superior gràcies a la barra harmònica situada longitudinalment a l'esquerra del pont.
El cos del violí té una forma bombada, amb silueta estilitzada determinada per una curvatura superior i inferior amb un estrenyiment a la cintura en forma de C. Les tapes del violí es modelen amb suaus corbes que proporcionen la característica de voltat. Els cèrcols, que van al voltant del violí donant la silueta, són de poca alçada, el pal té cert angle d'inclinació cap enrere respecte a l'eix vertical, longitudinal i es remata per un cargol anomenat voluta. L'estructura interna del violí la constitueixen dos elements fonamentals en la producció sonora de l'instrument donats per la barra harmònica i l'ànima. La barra harmònica corre al llarg de la tapa just sota les cordes greus i l'ànima està ubicada just sota del peu dret del pont on s'ubiquen les cordes agudes.
La caixa del violí està formada pels riscles i les tapes inferior i superior. La tapa superior, de fusta d'avet blanc, presenta dos orificis en forma d'efa dissenyats per projectar el so cap en fora. Tant la tapa superior com la inferior presenten un rivetejat en fusta de blada que compleix una doble funció decorativa i protectora, ja que exerceix de tallafoc d'esquerdes que es puguin esdevenir en les tapes.

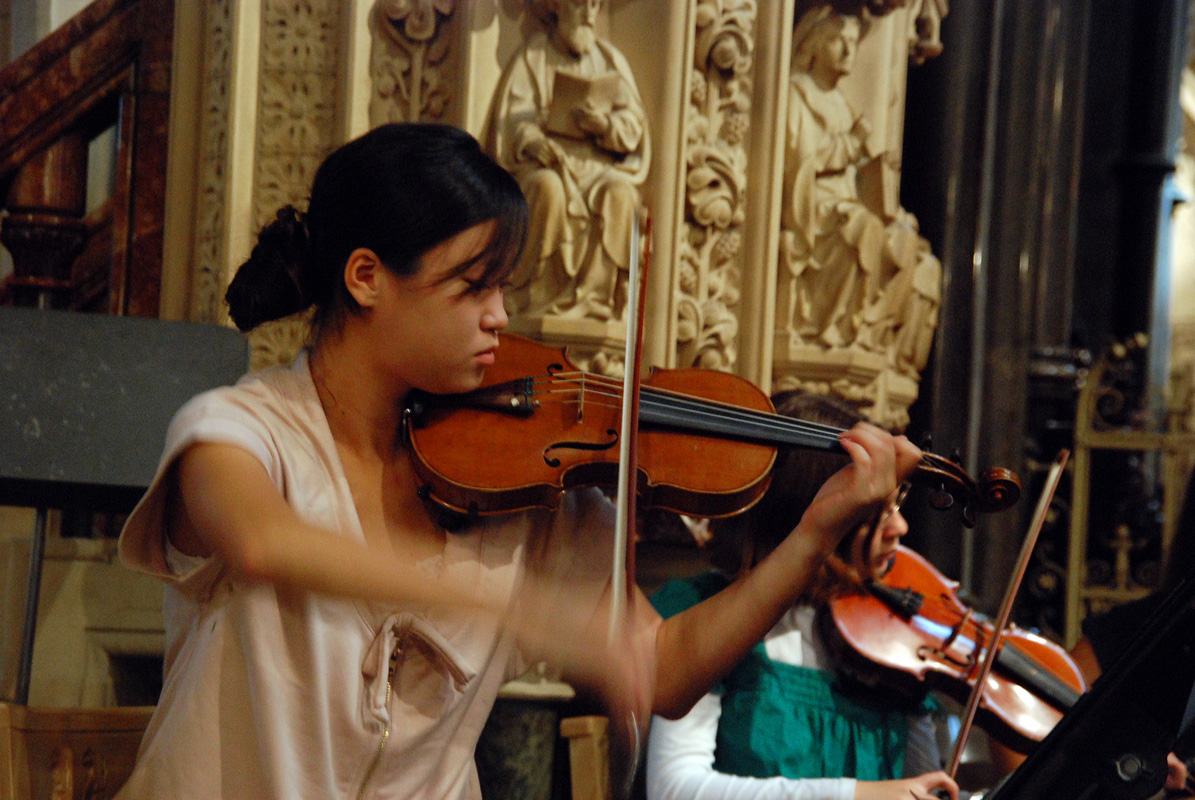
Violinista a una església de Dublín

El cap del violí té, usualment, forma de voluta, tot i que ocasionalment pot representar un cap de lleó o cara humana. En la seva part inferior presenta forats per inserir-hi les clavilles, de cos lleugerament cònic, destinades a afinar les cordes, si bé avui en dia i per cordes de poca elasticitat s'ha estès l'ús d'afinadors o compensadors metàl·lics que s'instal·len en el cordal, a l'altre extrem de la corda.
El barbaquí o barbada, és un invent del violinista Ludwig Spohr (principis del s. XIX). Es tracta d'una peça de fusta amb disseny més o menys ergonòmic, destinada a facilitar el suport de l'instrument entre la clavícula i la mandíbula. Les clavilles, el cordal i el barbaquí poden ser de fusta de banús, boix o palissandre, normalment a conjunt.
L'arquet modern és una vara estreta, de corba suau i construïda amb fusta de Paubrasilia echinata o altres tipus de fustes exòtiques englobades amb el nom de fustes del Brasil. Mesura uns 70 cm.de llarg, i té una cinta que comprèn entre 100 i 120 crins de cua de cavall de costat a costat d'aquest. Cal impregnar aquestes crins de colofònia per tal que el fregament de les crins amb les cordes pugui produir un so prou potent.

## Història
Si es consideren com a precedents d'aquest instrument qualsevol instrument de corda (fregada o no) que es pugui trobar en cultures que puguin haver influït en el seu desenvolupament, es pot dir que n'hi ha a moltes zones del planeta. Els més rudimentaris avantpassats del violí són els arcs (entre les ètnies del Gran Chaco encara trobem l'ús d'un parell de petits arcs, un d'ells -el major- és sostingut amb la boca del que toca, mentre simultàniament mou l'arc més petit amb una de les mans i així frega amb les cordes del més petit dels arcs les cordes del major). A partir d'aquest principi, en el qual probablement s'haurien emprat els mateixos arc emprats per a la cacera, s'han desenvolupat una gran quantitat i diversitat d'instruments de corda fregada, entre els quals hi ha el violí i la seva família.
És probable que els primers instruments de corda fregada amb un arc s'originessin a les cultures nòmades de l'Àsia central. El morin huur dels mongols en seria un exemple: Els genets turcs i mongols de l'Àsia interior probablement foren els primers violinistes del món. Els seus instruments de dues cordes anaven encordats amb cordes fetes de crinera de cavall, els fregaven amb arcs de crinera de cavall i sovint esculpien caps de cavall al capdamunt del mànec de l'instrument.

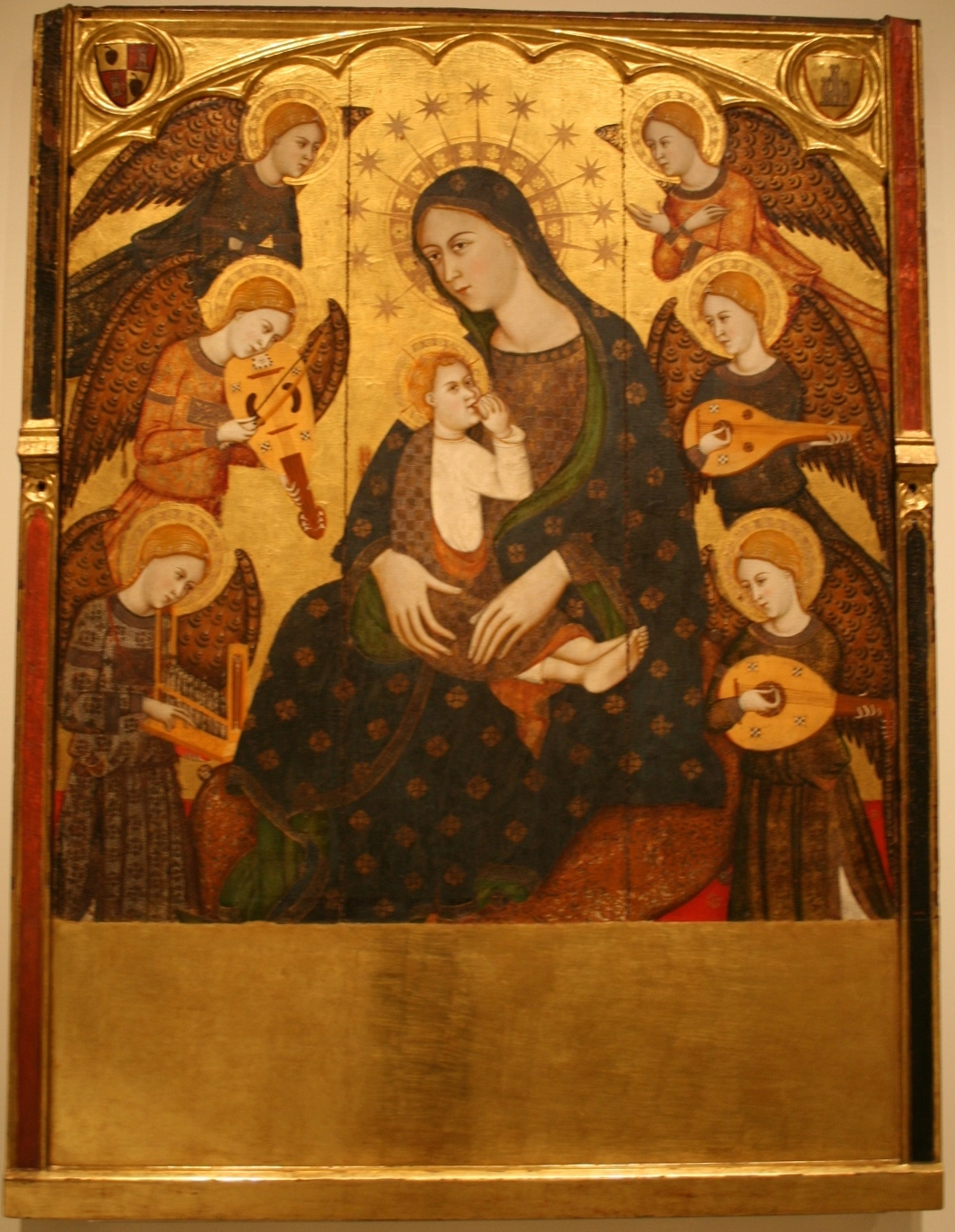
L'àngel del mig a l'esquerra toca una viola (viola medieval) en aquest retaule anomenat Mare de Déu de la llet, de Llorenç Saragossa (darrer quart del). MNAC

L'origen remot del violí i de la resta d'instruments europeus de corda fregada es troba en diversos instruments portats a Europa pels àrabs i, en concret, en el rebab. Durant l'edat mitjana conviuen, a Europa, diversos instruments de corda de característiques molt diferents com són el rebec i la viola medieval, a voltes anomenada també viela i fídula; tots ells tenen antecedents en els instruments introduïts al continent pels àrabs. Serà aquest segon instrument el que, en el Renaixement evolucionà cap a la viola da braccio que fou el principal origen -a la primera meitat del segle xvi- del violí. Així i tot, aquest incorporà variants importants en respecte a la viola de braç com la curvatura de taula harmònica i de la tapa posterior, les espatlles altes, la cintura més marcada i amb un vèrtexs marcats, el contorn filetejat, les f en lloc de les c, el mànec més prim, un batedor sense trasts, etc. A més, també alguns dels elements del rebec com el claviller en forma de voluta (la viola medieval el tenia pla).
Altres han indicat que molt probablement els primers constructors de violins van agafar préstecs de tres instruments habituals llavors: el rebec (en ús des del segle X) que al seu torn derivava del rebab àrab, de la viola renaixentista derivada directament de la viola medieval, i de la lira da braccio (que seria un derivat de la lira de Bizanci).
S'ha assenyalat, també, que el violí neix, precisament, al nord de la Península Itàlica, a la regió de Venècia, Estat que mantenia relacions –comercials i culturals- importants amb diverses regions d'Àsia a través de la ruta de la seda.
El mot italià violino apareix, paradoxalment ja l'any 1538, abans que apareguin els primers instruments que avui responen a aquest nom; i ho fa aplicat a l'alt de les violes de braç. La font més antiga que cita aquest mot aplicat al mateix instrument que avui és una font francesa del 1556 (violon). El 1521 al mateix país ja se citaven uns vyollons. La primera notícia espanyola data del 1576. El 1613 encara dona com a sinònims els mots violín i rabel. Dos anys abans Covarrubias explica que al violí també se'l coneix com a vigüela de arco sin trastes.
El violí documentat més antic amb quatre cordes hauria estat construït el 1555 per Andrea Amati, però la data no és segura. Alguns altres violins anteriors només tenien tres cordes, com el rebec. El violí ben aviat es va fer molt popular tant entre els músics de carrer com entre la noblesa, la qual cosa queda il·lustrada pel fet que Carles IX de França encarregà a Amati que li construís 24 violins el 1560. Ben aviat l'estima en què es tenia el violí va escampar-se arreu d'Europa.
El violí més antic que es conserva és, precisament, un d'aquest conjunt i és conegut com el Charles IX i fou fet a Cremona el 1560. És important assenyalar que relativament poc temps després que es construïssin els primers violins, la tècnica de construcció ja va assolir fites d'enorme qualitat amb alguns dels instruments construïts per Andrea Amati, i que van continuar fins al segle xviii tant la nissaga de luthiers com l'esplendor de l'escola de lutieria d'aquella ciutat. Els violins més valorats des de tots els punts de vista són els construïts per Antonio Stradivari i per Andrea Guarneri del Gesú. Altres constructors importants foren:
- Gasparo da Salò, a Brèscia.
- Jakob Stainer, el més gran luthier del segle xvii, al Nord dels Alps.
- Al segle xix van sobresortir alguns luthiers francesos com Mirecourt o Vuillaume

A finals del segle xvi la família del violí es va veure incrementada amb un violí més petit, afinat a la quarta superior i que en italià sovint s'anomenà violino piccolo. Bach el contempla en la segona versió del Concert de Brandenburg número 1.
Al llarg del segle xviii es van donar una sèrie de canvis tal vegada poc perceptibles des del punt de vista morfològic, però d'una gran importància per al so i les tècniques interpretatives requerides. L'anomenat “violí barroc”, és a dir, anterior a aquests canvis, i l'actual tenen, en realitat uns sons molt diferents: el primer té un color i una lleugeresa majors, mentre que el posterior té un so més potent, metàl·lic i sec. Aquestes diferències es deuen a canvis en la construcció: es modifiquen la llargada i l'angle del mànec (en augmentar l'angle cal fer un pont més alt, la qual cosa fa augmentar la tensió de les cordes i això provoca un so més potent), la barra harmònica es fa més gran, igual que el diàmetre de l'ànima. Posteriorment també provocarien canvis importants la progressiva pujada del diapasó (la qual cosa provocà més tensió afegida a les cordes) i la substitució de les cordes de tripa o budell per les de metall, amb la consegüent modificació del timbre.
Molts violins construïts amb anterioritat a aquest darrer terç del segle xviii en què es van introduir aquests canvis van ser modificats per adaptar-se a les noves exigències, més si tenim en compte que alguns d'elles eren autèntiques joies. Alguns d'aquests instruments han estat restituïts al seu estat original i han esdevingut eines de primer ordre per a la interpretació de la música antiga, en especial la del Barroc
Semblantment, l'arc també ha tingut moltes modificacions. El model actual data del segle xix, quan se li va donar una curvatura que abans no tenia, ja que fins i tot era còncau en models primitius.
L'arc té una manera específica de sostenir-lo: amb el dit petit rodó a sobre la pell i el dit gros a dins del forat entre la plata i la pell.

## Cures

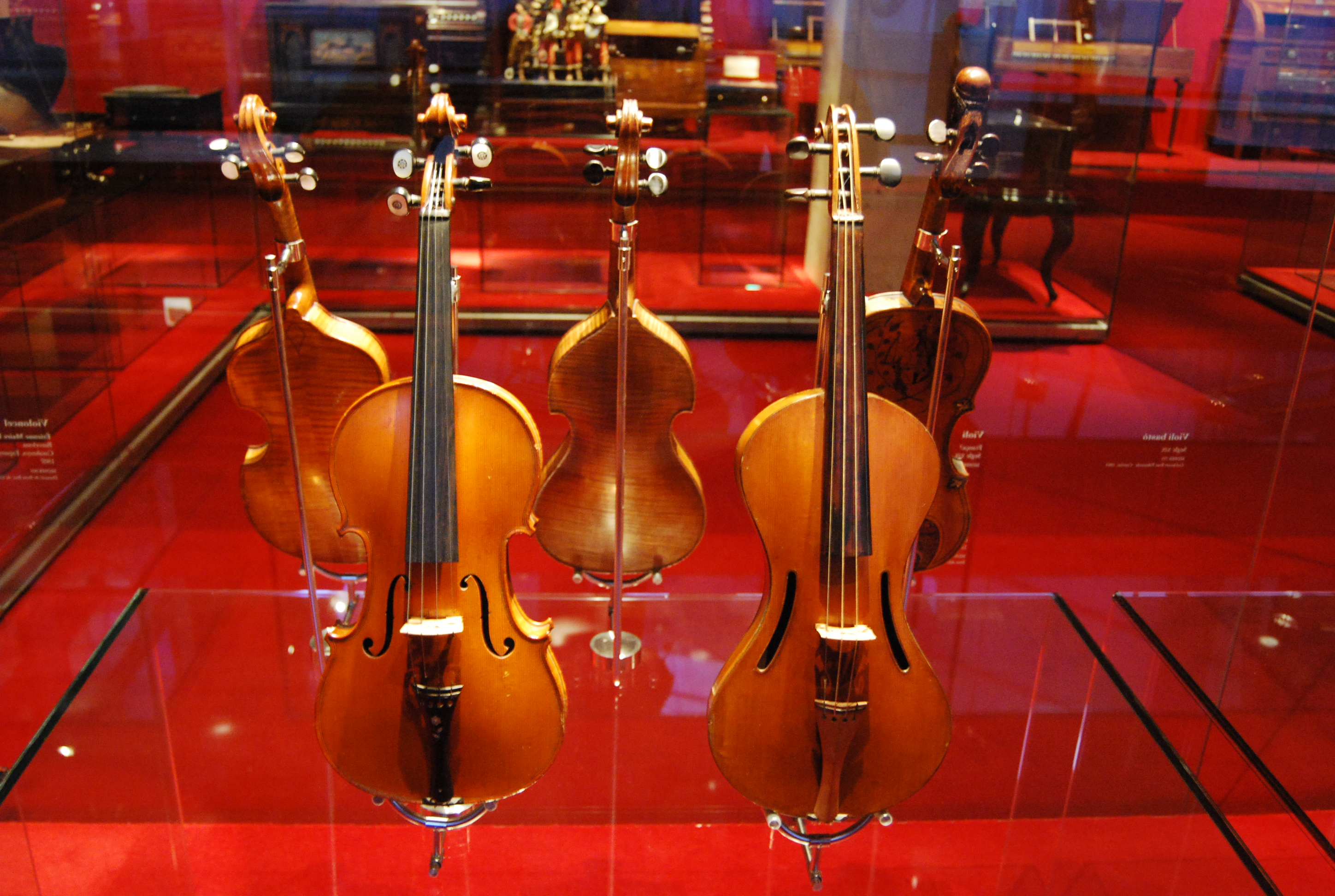
Violins al Museu de la Música de Barcelona

Instrument de singular resistència, el violí sol requerir poques cures especials. Quan no s'usa ha d'estar guardat en un estoig el més hermètic i embuatat possible, amb la caixa, la vara de l'arc i les cordes netes, i les crins de l'arc lleument distendides. El violí ha d'estar al resguard en tot el possible perquè no li afecti la humitat ni canvis bruscos de temperatura, per això, només requereix una habitual neteja amb un drap sec, o bé amb productes especialment dissenyats per a això. Les cordes solen trencar-se per la tensió i la fricció, i per aquest motiu és convenient que el violinista tingui un joc de cordes de recanvi. També se solen trencar els pèls de cua de cavall (crins) que constitueixen la cinta de l'arc, per aquest motiu els que executen amb força freqüència música amb el violí es veuen obligats a un recanvi anual de les crineres. Si s'executa el violí sense la mentonera, convé usar un mocador a la part del coll i mentó en la qual es recolza el violí per evitar que l'instrument es vegi afectat per la transpiració. En general ocorre que un violí "vell" que hagi estat ben executat, sona millor que un violí nou o amb poc ús.
Una característica important en la cura és que en desar el violí durant un període llarg de temps, aquest no ha de quedar afinat, és a dir, les cordes no han de quedar tenses. Això s'ha de fer si l'instrument serà transportat en avió, amb els canvis de pressió les cordes podrien trencar-se. Amb això, l'estructura del violí no quedarà sotmesa a una tensió innecessària.

## Innovacions

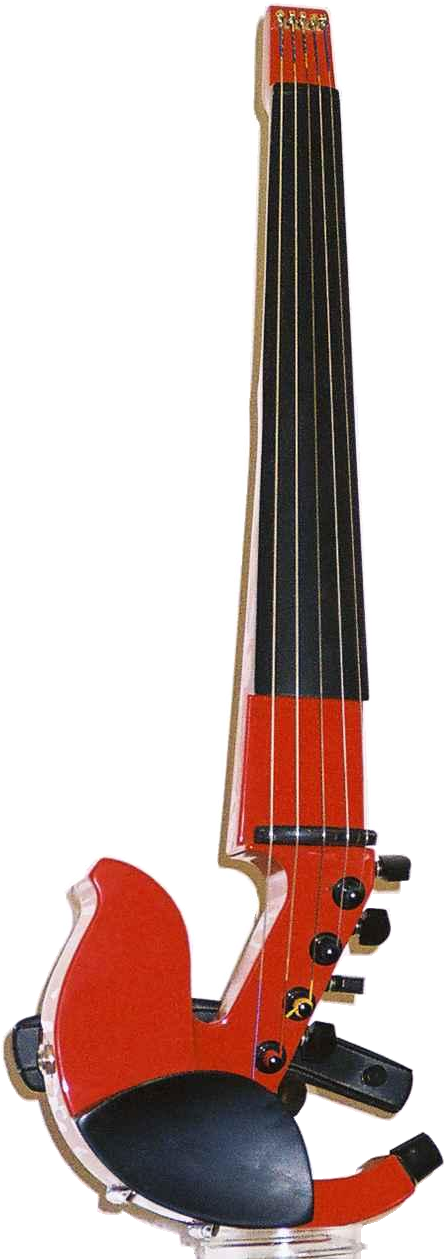
Violí elèctric de 5 cordes

Des de la segona meitat del segle xx les cordes i la cinta de l'arc, en molts casos, estan sent fabricades amb materials sintètics; però l'ús de materials sintètics s'ha estès a altres parts en el cas dels violins fabricats en sèrie, per exemple cordals, mentonera, taste, estan sent fabricats en plàstic. Això provoca la detracció de part dels violinistes professionals d'escola tradicional. Tanmateix, es construeixen "violins elèctrics", amb gairebé tots els seus components sintètics; tals violins solen usar-se en conjunts de pop, rock, jazz i afins.
Actualment els violins es diferencien per la seva procedència; si és d'Europa sonarà molt millor, ja que està fet amb una molt bona fusta; en canvi, un violí xinès sonarà amb una qualitat més baixa, ja que està fet amb una fusta de menor qualitat.

## El violí al món
El violí ha tingut un èxit enorme per tot el món, la qual cosa es deu a la seva versatilitat, les seves dimensions reduïdes i el seu poc pes. No sols ha entrat en músiques clàssiques sinó que ha aconseguit suplantar altres instruments de corda fregada propis de diferents folklores. En aquest procés també ha aconseguit transformar la relació dels músics tradicionals amb la notació musical i la seva lectura. Especialment a Europa ha estat un element d'unió entre les diverses classes socials; com a exemples els zíngars establien un nexe d'unió entre la burgesia i els camperols. Ha estat modificat, adaptat, transformat tant en la seva estructura com en la forma de sostenir-lo i de tocar-lo, però no ha perdut res de la seva autenticitat.

### Europa

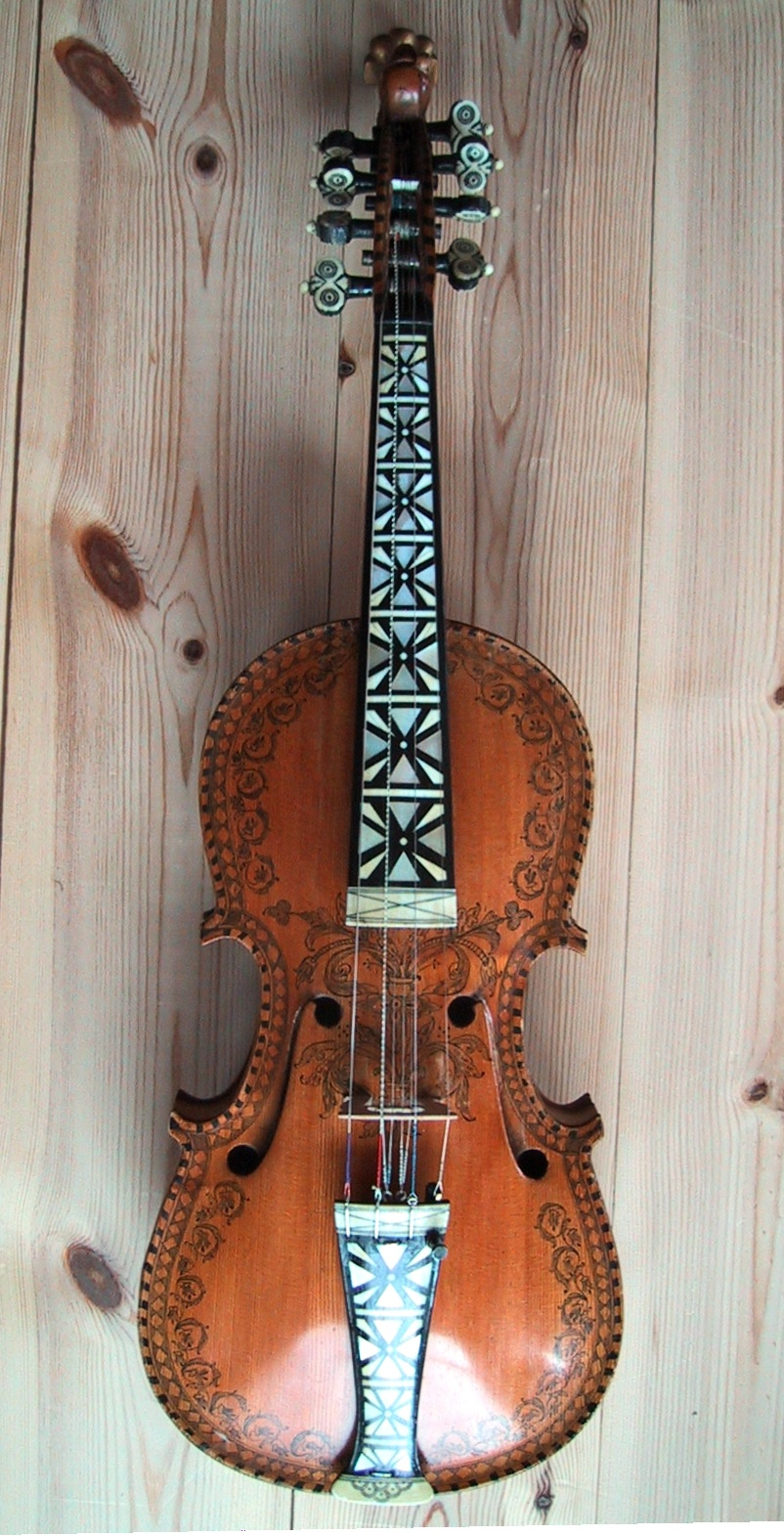
Hardanger de Noruega

En molts països europeus el violí va entrar per la porta petita en la vida musical, acompanyant la música popular de dansa, mentre es deixava que la música clàssica continués fent-se amb la viola d'arc. Gràcies a la seva difusió també ha permès la posada en valor del patrimoni tradicional que va fer seus uns escenaris fins llavors reservats a la música clàssica.

#### Països nòrdics
Finlàndia: El violí va ser introduït al segle xvii en la música de ball d'origen centreeuropeu (la polca, la masurca, el scottish, la quadrilla, el vals i el minuet) que anomenaven pelimanni o purppuri (de pout-pourri, és a dir, suite de danses) que va esdevenir el gènere principal de la música finlandesa.
Noruega: També hi arribà al segle xvii amb la música continental de ball anomenada slåtter. La viola flatfelan amb què s'interpretava va sofrir diverses transformacions fins a esdevenir el hardanger (o hardingfele): s'hi afegiren cordes simpàtiques, marqueteria, etc. D'aquesta manera va poder continuar acompanyant les músiques rurals en les reunions festives o les danses de parella. Al segle xix la tècnica d'interpretació evolucionà per la influència del retorn d'emigrants que havien estat als Estats Units i per l'arribada de noves danses.
Suècia: El violí arriba al segle xvii amb les músiques de dansa gammaldans importada del continent. El seu desenvolupament s'aturà al segle xix degut a la influència dels fonamentalistes religiosos que assimilaven el violí al dimoni; d'aquí que aparegués –com a substitut- l'acordió en la spelmansmusik.. A més va tenir la competència de la viola nyckelharpa.
Lituània: Des del segle xvi s'hi troba un violí de construcció casolana, que té entre tres i cinc cordes i que es coneix com a smuikas. S'afinava per quintes però a vegades també per quartes segon el tipus de grup en què s'integrés. A vegades els músics situaven una petita peça de fusta sobre la taula harmònica per modificar-ne el so.
Letònia: S'hi toca des del segle xvi amb el nom de vijole en la música de dansa anomenada spēlmanis, que és d'origen alemany i s'acompanya amb el cimbalom o la cornamusa.
Estònia: Es troba en el folklore amb el nom de viiul.

#### Països anglosaxons
Regne Unit: 
A Escòcia va anar de pressa a suplantar el rebec i la viola medieval. A les illes Shetland es recolza al pit i a vegades se'l fa girar per poder tocar les diverses cordes amb l'arc. Al País de Gal·les, el ffidil va suplantar el crwth al segle xviii però s'ha mantingut com un instrument només popular. A Anglaterra, al segle xviii va tenir una immensa competència de la viola de gamba però manté un repertori en la música de dansa.
Irlanda: L'instrument rep el nom de fiddle i qui el toca és un(a) fiddler. Es toca sobretot en la música de ball.

#### Països de l'Est
Els zíngars i els jueus (tocant música klezmer) van saber desenvolupar un estil interpretatiu molt sofisticat; atès que eren músics itinerants, la portabilitat de l'instrument va ser molt apreciada des de ben aviat i va trobar un ús massiu en les danses i les cerimònies de casament en els àmbits rurals.
Hongria: Els zíngars es van interessar ben aviat pel violí portàtil i adaptable a tota mena de música. Des del segle xv es troben conjunts integrats per cimbalom i violins, que llavors eren considerats com a instruments populars. Tenen una gran reputació com a violinistes en aquest estil Elek Bacsik i Roby Lakatos.
Moldàvia: Hi ha una violí de set cordes simpàtiques, que sens dubte està influït pel gadulka, una viola de Bulgària.
Polònia: El violí hi trobà una acollida molt favorable. Hi sofrí diverses modificacions per assimilar-se a les violes que es tocaven anteriorment: mazanki, gesliki i suka. El skrzypce està tallat en un sol bloc de fusta i té tres o quatre cordes
Romania: La vioarâ és molt apreciada en aquest país en què els músics empren a plaer tota mena de scordaturas. Hi ha variants locals: el: contra té tres cordes; la vioarâ cu goarnâ és un « Stroh violon » ou « violí de pavelló » que també s'anomena lauta (o hidede) cu tolcer.
Sèrbia: El violina es toca a trio en la música folklòrica.
Eslovàquia: L'oktavka i el shlopcoky («violí caixa») són variants rústiques de la versió original.
Ucraïna: El skripka té la particularitat que essencialment es toca en les cordes segona i tercera.

#### Països mediterranis
Albània: S'hi tocava a duo en el període d'entreguerres acompanyat d'un tambor de marc.
Espanya: La seva presència hi és testimoniada al segle xvi, però de manera discreta, excepte a les celebracions antigues de verdiales o a la formació anomenada panda amb un violí solista amb una interpretació antifonal que es troba únicament a Mèxic. A Catalunya va existir una forta tradició de violinistes a les valls del Pirineu; Pere Blanc de Beget o Pepito Farré de Tuixent, uns músics molt reconeguts a la segona meitat del segle xx en són bons exponents. Artur Blasco i El Pont d'Arcalís han recuperat bona part d'aquell repertori. Anualment a Argelaguer se celebra La Violinada.
França: Hi apareix al segle xvi en la música popular. Es retroba en conjunt de corda a la música popular a la dansa alpina rigodon i en altres regions del centre.
Grècia: Els zíngars l'empraren amb una afinació de reminiscències turques (Sol - Re - La – Re) i tocant recolzant al pit, o en l'afinació i col·locació habituals. A Creta hi ha instruments de cordes simpàtiques.
Itàlia: A part de la immensa difusió en la música clàssica, hi va tenir una utilització folklòrica en diverses regions per acompanyar les danses. Al segle xix va sofrir la competència de l'acordió diatònic. El conjunt suonatori ajunta tres violins. Al sud del país, integra la formació acompanyant la tarantel·la.
Portugal: Aquest país va jugar un gran paper per la disseminació del violí a les seves colònies. Se l'anomena viola per diferenciar-los d'altres violes rústiques que anomenen rebecca.

### Àfrica del Nord
Fou adoptat pels països del Magrib (Marroc, Algèria, Tunísia) amb l'afinació Sol – Re - La – Re,i s'integrà en els conjunts takhts tocant la música clàssica andalusí des del segle xix. Es toca en posició vertical i hi rep noms com kamân, kamanja, kemala o jrâna, i substitueix el rabâb. S'ha adaptat perfectament a l'art de la nouba i s'ha integrat en les orquestres de corda firqasemiclàssiques i populars. Al llarg del segle xx, a Tunísia i Egipte s'ha passat a col·locar a la manera occidental.

### Àsia

#### Pròxim Orient
A partir del segle xix s'integrà en la seva música sense canvis organològics, però amb evolucions en la tècnics interpretativa: es col·loca vertical sobre el genoll i hi ha melismes freqüents. S'adapta perfectament a les demandes microtonals.
Iraq: El violí anomenat keman substitueix la viola djoza als grup que interpreten els maqâms de la música àrab clàssica.
Iran: Hi és molt apreciat i substitueix al kamânche en els conjunts que toquen música clàssica iraniana. El violí és a l'origen de l'afegit de la quarta corda del seu kamânche. Hi ha una gran escola de violinistes i els compositors els escriuen concerts en determinats dastgâh.
Israel: D'ençà de la immigració massiva de jueus asquenazites, van arribar al país molts bons músics de països de l'Est; hi acompanyen danses folklòriques.
Turquia: S'ha integrat en la música clàssica turca i a la dels dervixos amb el nom de keman i substituint al kemençe en la interpretació dels makams. Els zíngars també l'usen en la música popular.

#### Índia

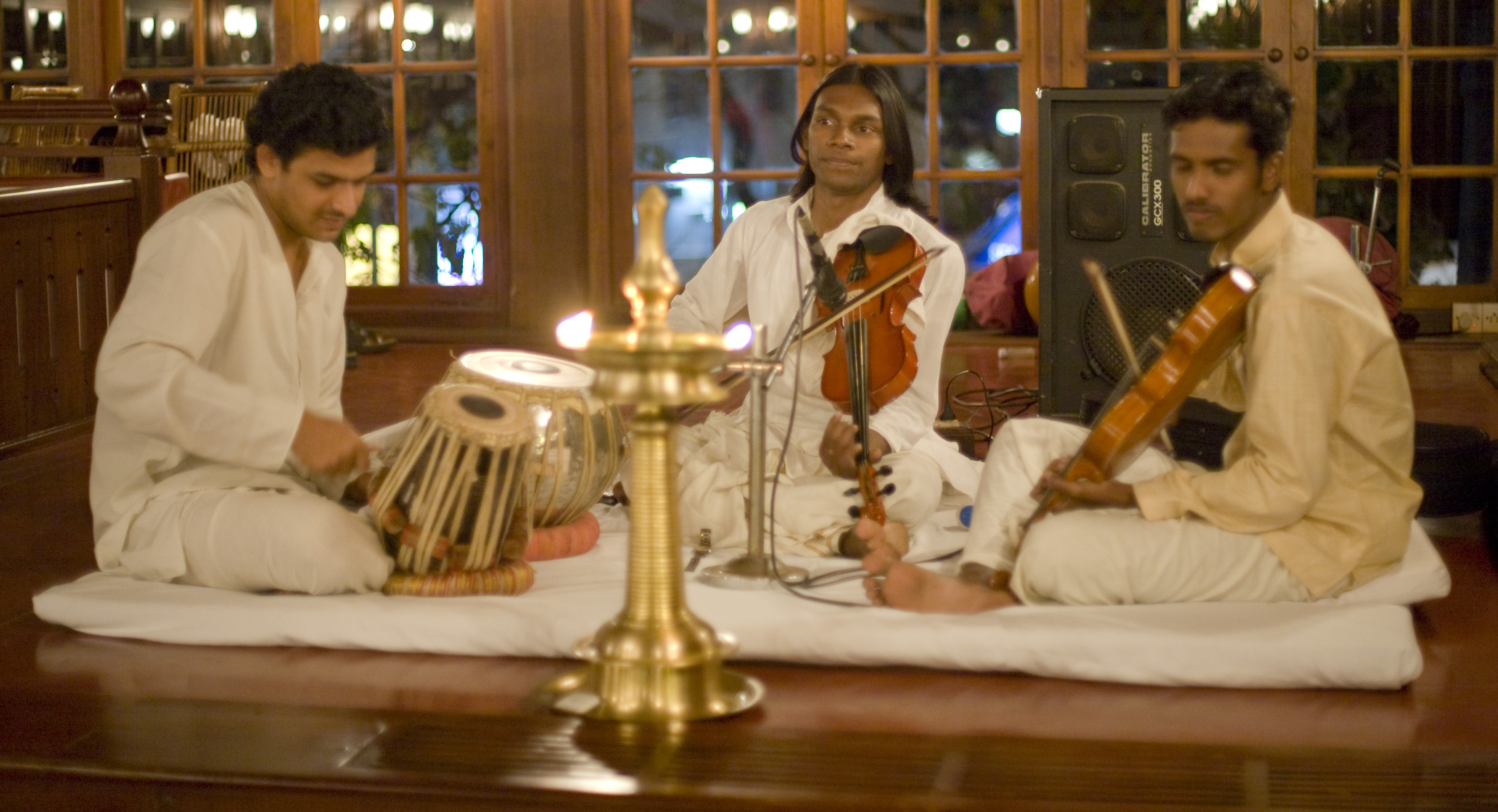
Dos violinistes tocant música carnàtica.

El violí ha estat molt emprat en la música índia des del segle xviii, sobretot a la música carnàtica, però també a la hindustànica on ha tingut la competència del sarangi, un instrument propi, difícil de tocar i que sovint que da reservat als musulmans. Hi fou importat pels portuguesos o pels britànics, llevat que també fos un invent autòcton, i hi va esdevenir, també, un instrument clàssic. Hi toca a solo, o acompanyat del tabla o mridangam i acompanyant cantant o ballarins. També es troba a les llars índies. N'hi ha una versió folklòrica a la província de Goa que anomenen rebec.
L'afinen en Sol – Re – Sol – Re per als solos i en Sol – Do – Sol – Do per al cant masculí. El sostenen de manera que la mà esquerra queda lliure per executar els freqüents glissandos. S'hi toquen tots els ragas possibles. Té una gran reputació L. Subramaniam. El seu germà, L. Shankar és molt famós en el món de la world music.
A poc a poc va reemplaçant les violes tradicionals tant a la música semi-clàssica com en les bandes sonores. També es troba a Sri-Lanka –on rep el nom de ravikinna, i a Bangladesh.

#### Sud-est asiàtic
Se'l troba esporàdicament a les antigues colònies.
Indonèsia: Els portuguesos l'hi van introduir al segle xvii amb el nom de biola. El tocaven esclaus a les cases dels colons que mantenien orquestres de cambra. També se'l pot veure en el gamelan de Java.
Malàisia: La mateixa influència portà el violí a integrar-se en orquestres cortesanes també amb el mateix nom de biola. Afinat a l'europea, s'integra en conjunts acompanyant danses o representacions teatrals locals.
Filipines: Els espanyols hi van portar el biyolin i els músics locals se'n serviren per tocar músiques europees. De la capital va difondre's cap a ètnies més aïllades on en diuen gologod o gitgit.

### Amèrica
Donada l'afluència d'irlandesos, escocesos, escandinaus i eslaus, pobles tots ells amb nombrosos intèrprets de l'instrument, s'hi va donar una gran concentració d'estils diversos.Dins dels folklore sud-americans el violí és particularment rellevant en el folklore de l'Argentina i en zones properes.
La introducció cap a finals del segle xvi i inicis del xvii del violí en l'àmbit del Con Sud es deu principalment als religiosos jesuïtes i franciscans, molts d'ells nascuts italians com Domenico Zipoli, el nom del qual porta una famosa escola de música cordovesa.
Els jesuïtes van introduir l'ensenyament musical a les reserves creades en territoris que avui pertanyen a l'Argentina, Paraguai, Bolívia i el sud del Brasil, en una regió poblada en els esmentats segles per indígenes entre els quals dominava la cultura Guaraní. La major part d'aquestes petites ciutats va ser destruïda amb l'expulsió dels jesuïtes, a 1767 a la colònia espanyola, precedida per una decisió del regne de Portugal. Les missions jesuïtes de Bolívia són les úniques que es van salvar de la destrucció que va sobrevenir a l'expulsió dels religiosos. Es tracta de set ciutats en la regió coneguda com a Chiquitania on anualment es realitza un festival de música barroca.
Canadàqui el toca en l'àmbit popular al Quebec rep el nom de violoneux i no pas de violinista.
Estats UnitsHi ha una gran tradició de fiddler que sovint toquen en scordatura, i recolzant al braç o al pit. Apareix, per exemple en la música country, el bluegrass i el Cajun entre d'altres.

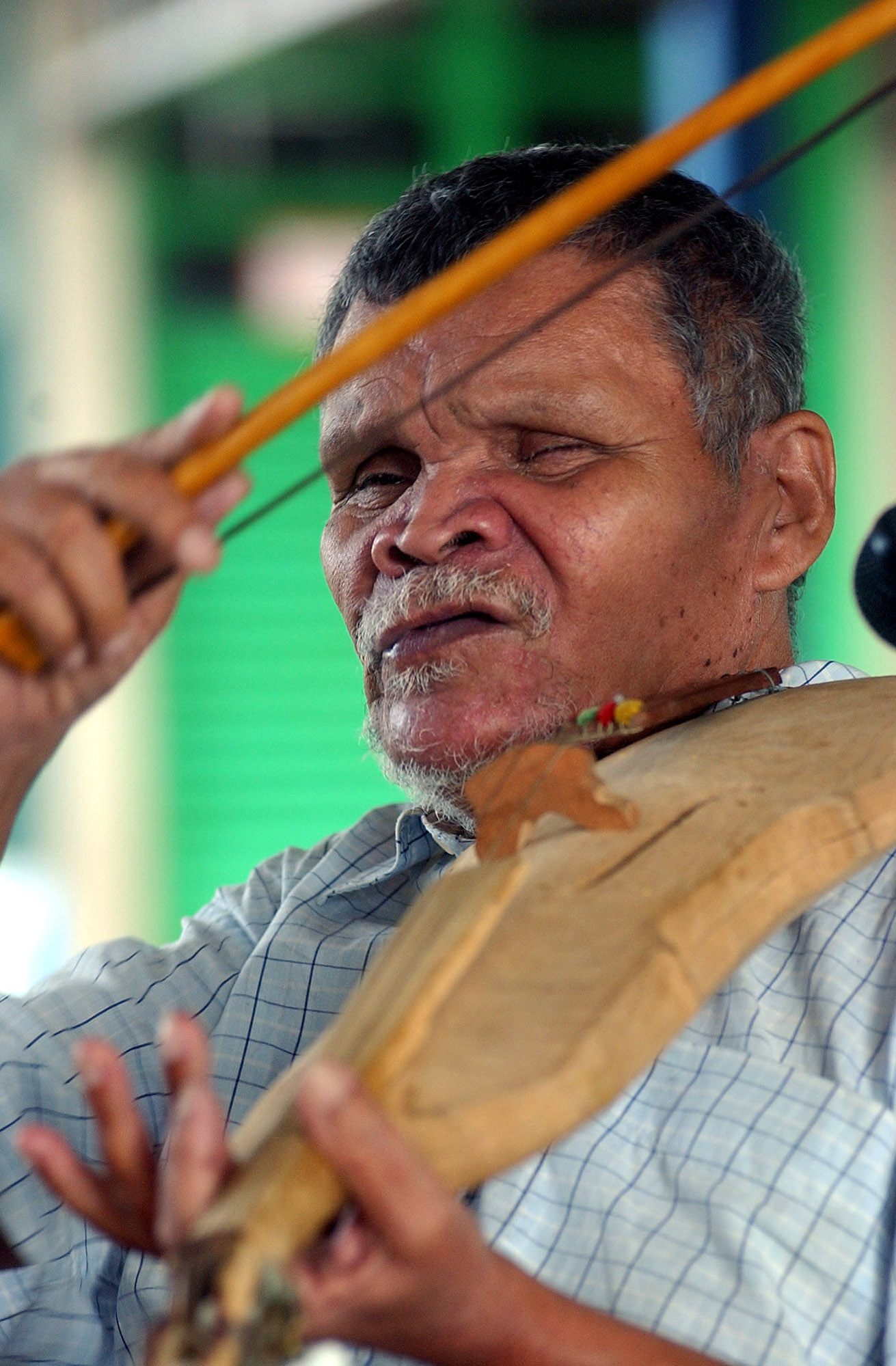
Rabeca brasiler

GuatemalaD'ençà del segle xvii els maies toquen el rabel un violí rústec amb la caixa de ressonància tallada en un sol bloc de fusta.
JamaicaEl violí té molt d'èxit en la música de ball; es toca recolzat al pit.
MèxicHa estat adoptat per diversos grups de nadius –que també usen el rabel-, però sobretot apareix als conjunt de mariachis o huapangos.
PanamàFinalment el violí ha desplaçat el rabel de tres cordes.
ArgentinaAlguns indis l'han adoptat.
BolíviaAl cor de l'Amazònia es troben orquestres barroques fundades per missioners que han conservat per tradició oral un patrimoni musical únic.
BrasilEl violí artesanal conegut pel nom de "rabeca" va ser introduït també pels religiosos, especialment a la zona de les missions jesuïtes, però la seva utilització en la música es va desenvolupar més intensament durant la breu presència colonitzadora de l'holandès Maurici de Nassau, a Recife, entre 1637 i 1643. Un altre important estímul representar la instal·lació de la Cort portuguesa a Rio de Janeiro l'any 1807. La utilització de la rabeca com a instrument melòdic és comú en la música de la regió nord-est i també al nord amazònic. A la ciutat amazònica de Bragança, en l'estat de Pará, la tradició de la rabeca va rebre un notable impuls per part del poder públic que va ajudar a instal·lar una escola per a l'ensenyament de l'instrument, basada en el coneixement i la tècnica dels mestres locals.
XileTambé hi trobem el rabel de tres cordes.
ColòmbiaAl Segle XVIII es tocava el rabel de tres cordes a les esglésies.
EquadorEls amerindis també hi toquen l'instrument rústec anomenat rabel.
ParaguaiLes missioners el van portar als nadius. Hi toquen repertori crioll i barroc.
PeruEls indis fabriquen el kitaj, de dues cordes amb fusta de balsa.

## Galeria

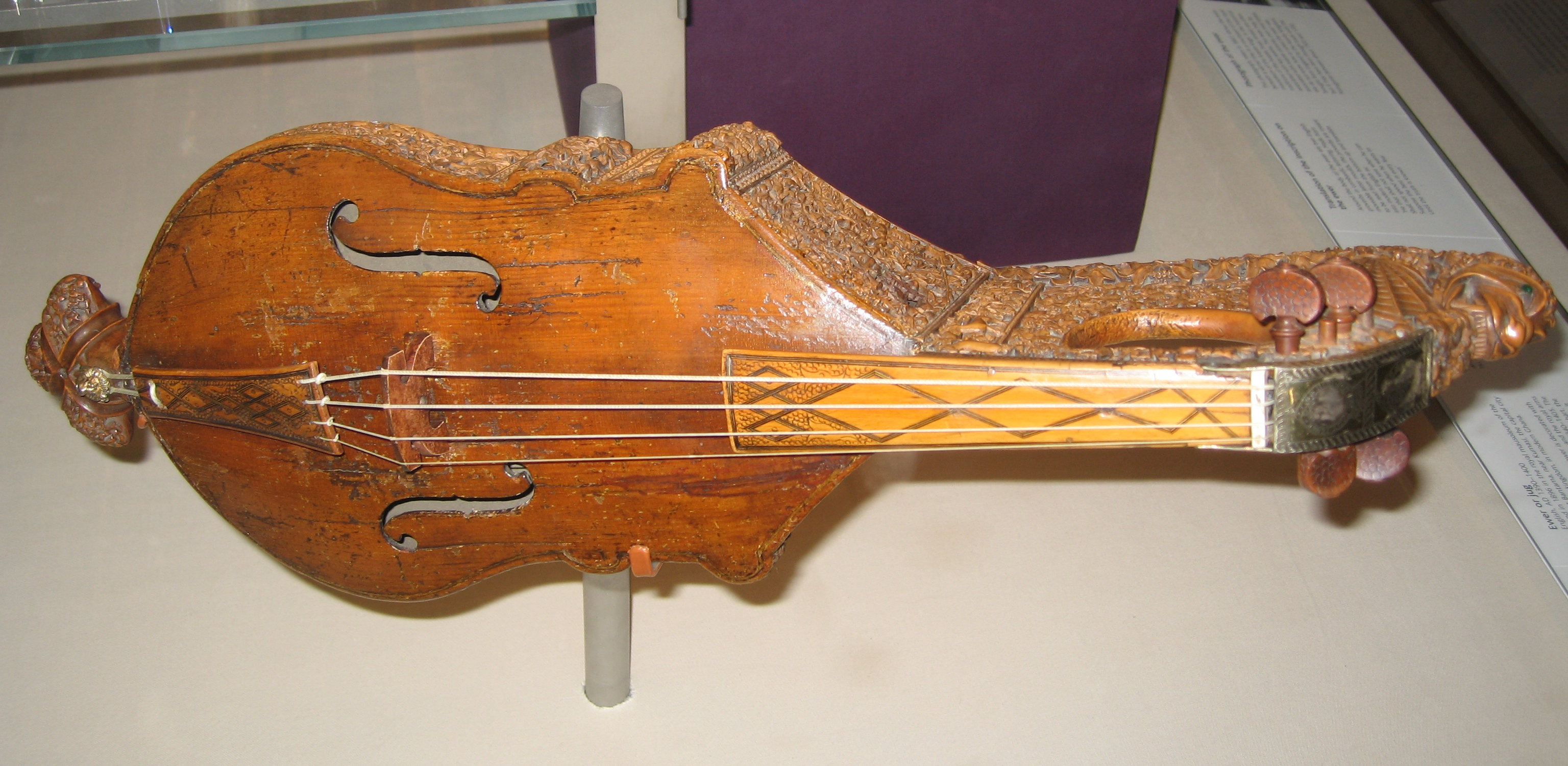
Cítola de ca. 300 remodelada posteriorment com a violí. Museu Britànic.
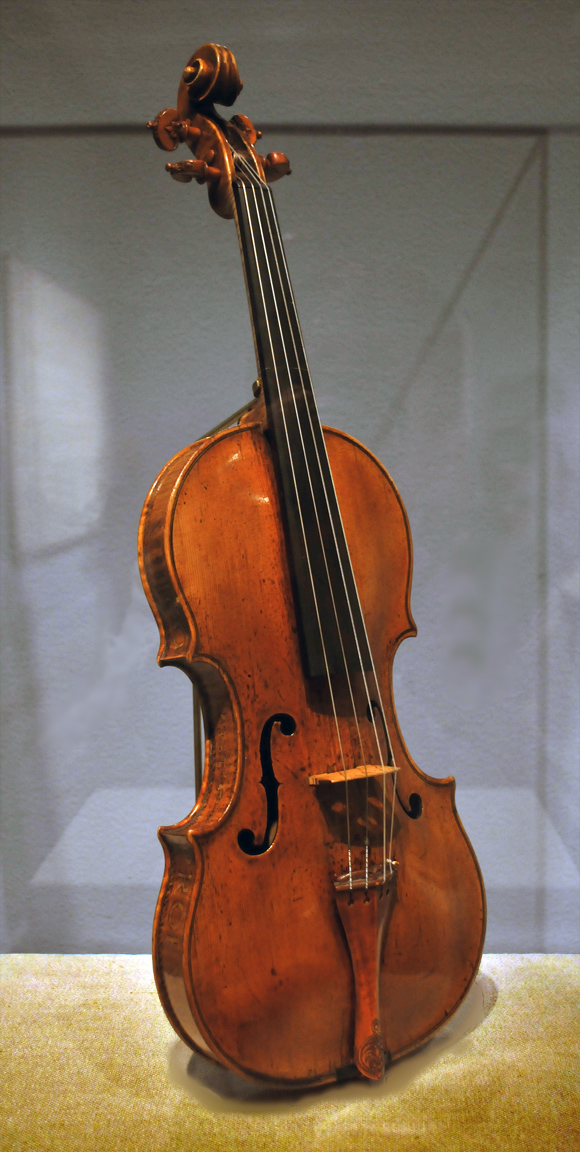
Violí construït per Amati l'any 1558 conservat al Museu de Nova York.
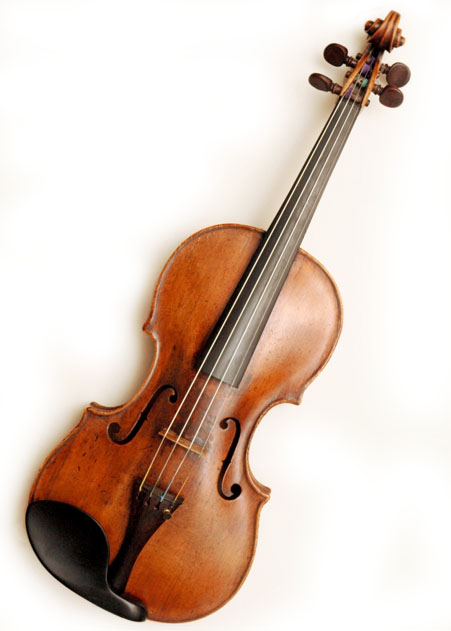
Violí fet per Jakob Stainer
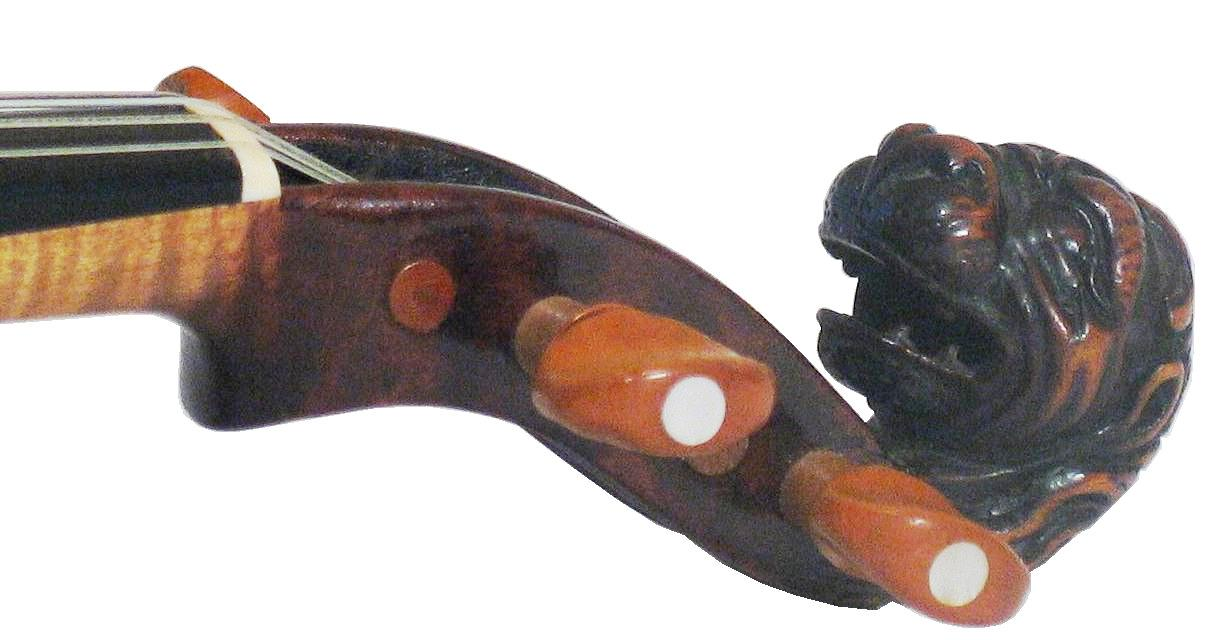
Cap d'un violí de Jakob Stainer, de mitjan segle xvii, en forma de cap d'animal, una particularitat que no es troba en instruments posteriors.
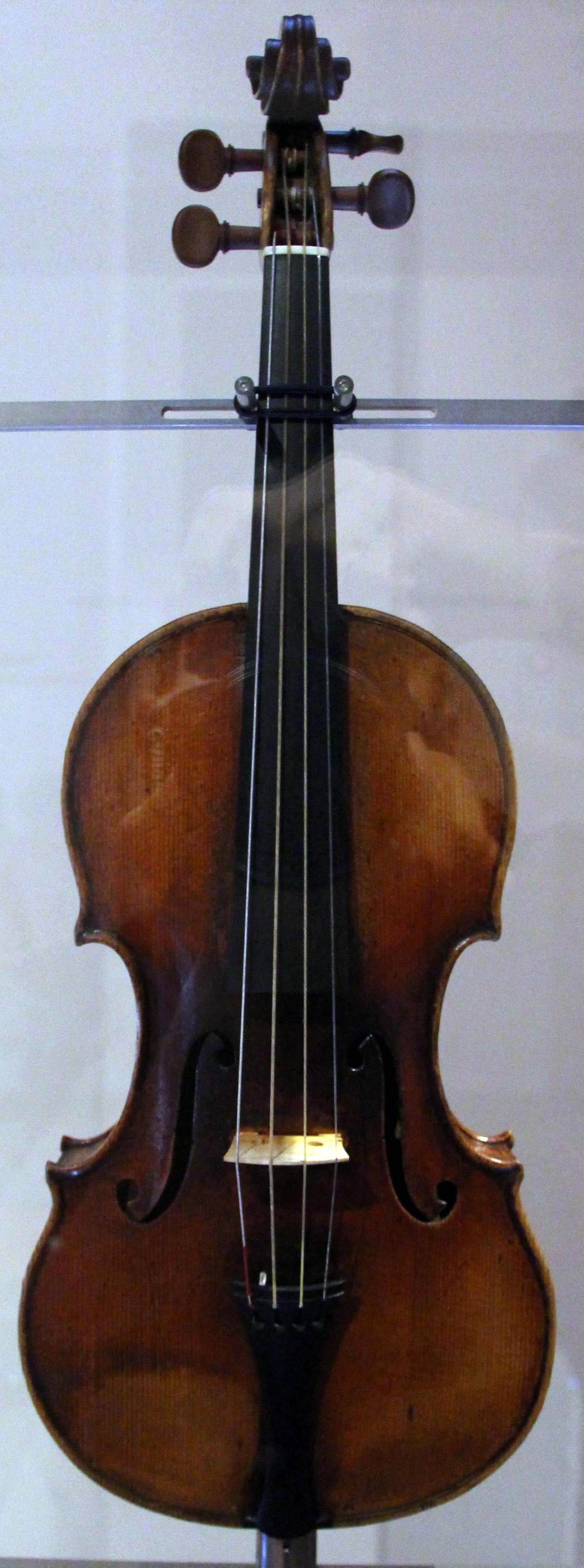
Violí anomenat Il Cannone que havia construït Guarneri del Gesú i que havia tocat Paganini.
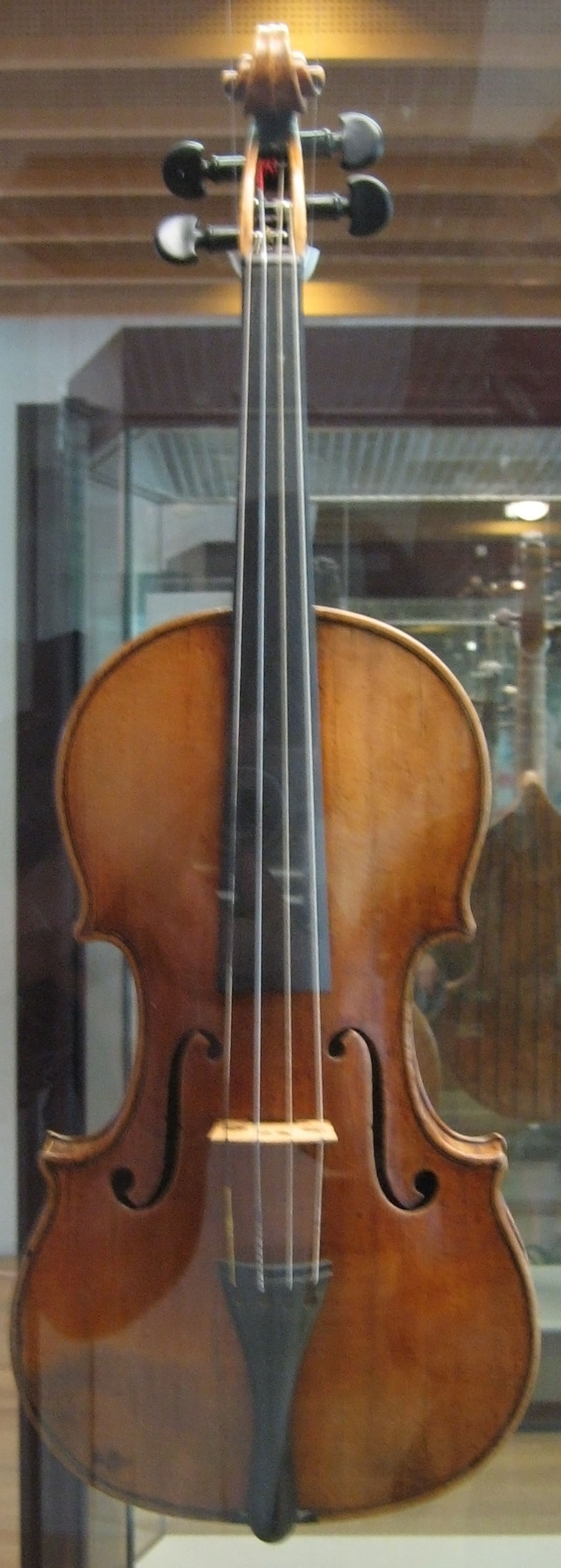
Violí fet per Stradivari l'any 1703 que es conserva el Museu d'Instruments musicals de Berlin.
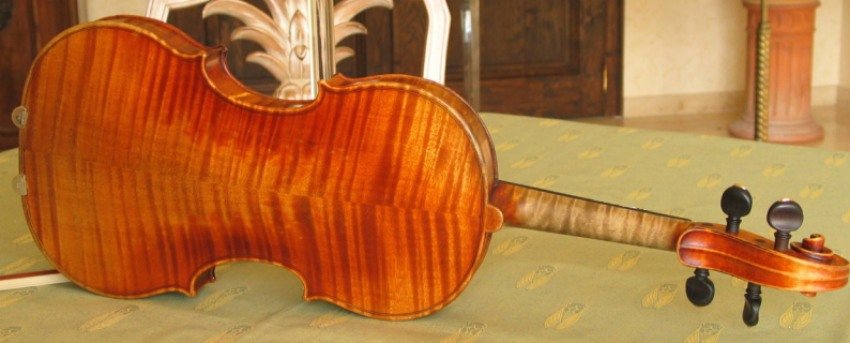
Còpia d'un Guarneri fet per Vuillaume al segle xix.
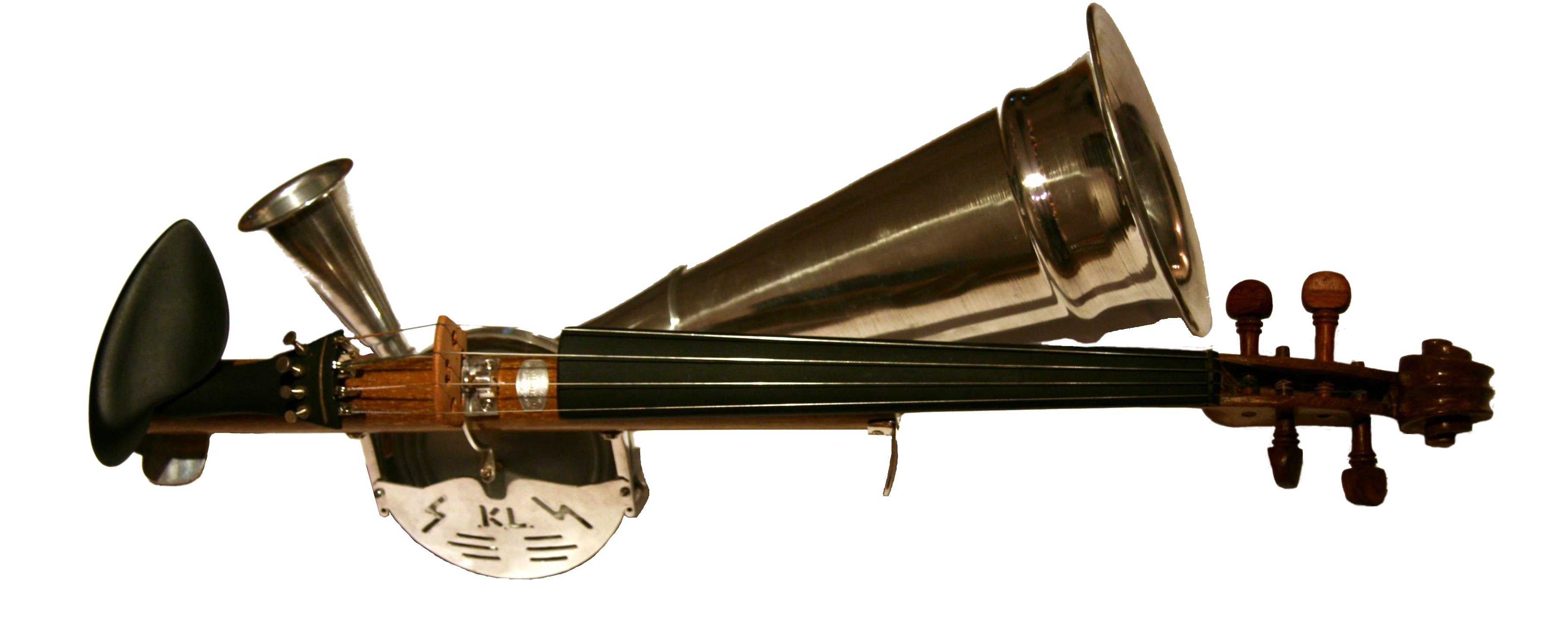
Violí de pavelló.
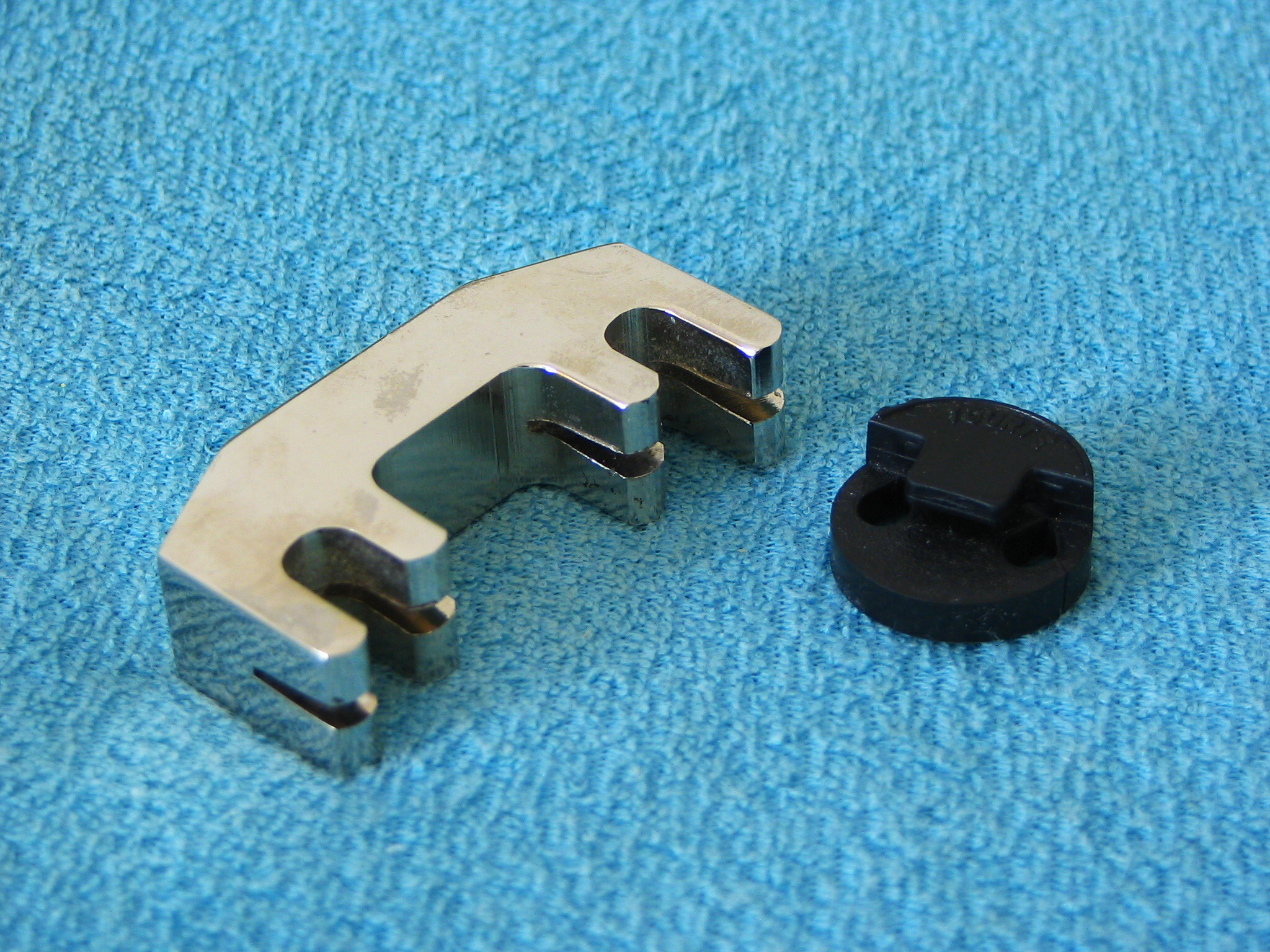
Sordines de violí.
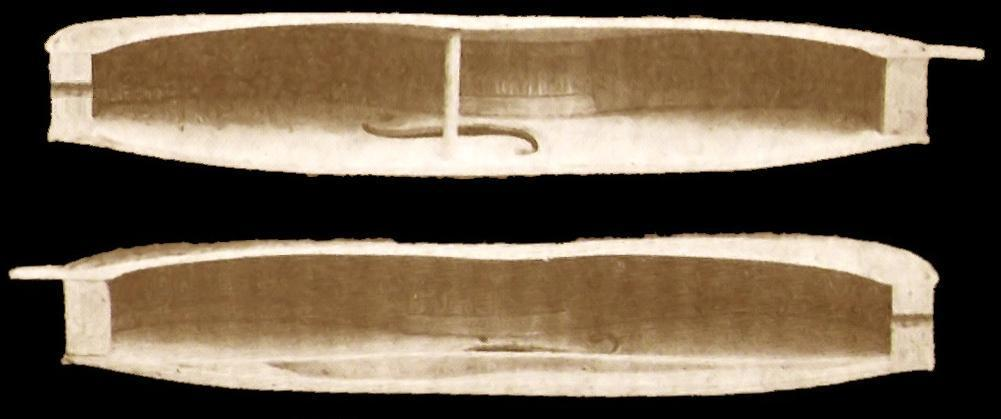
Secció longitudinal de la caixa de ressonància d'un Fitxer:violí.
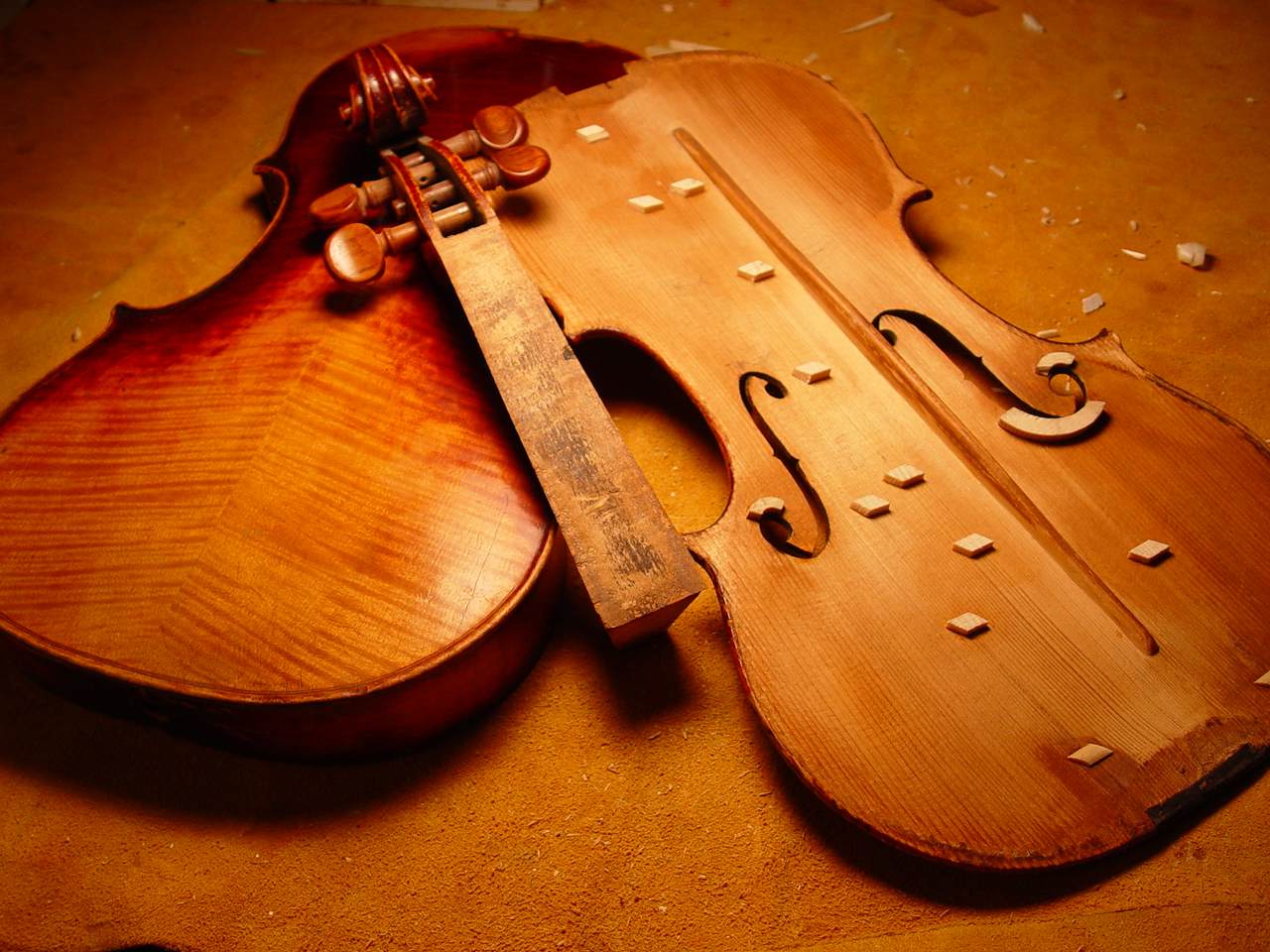
restauració d'un violí.
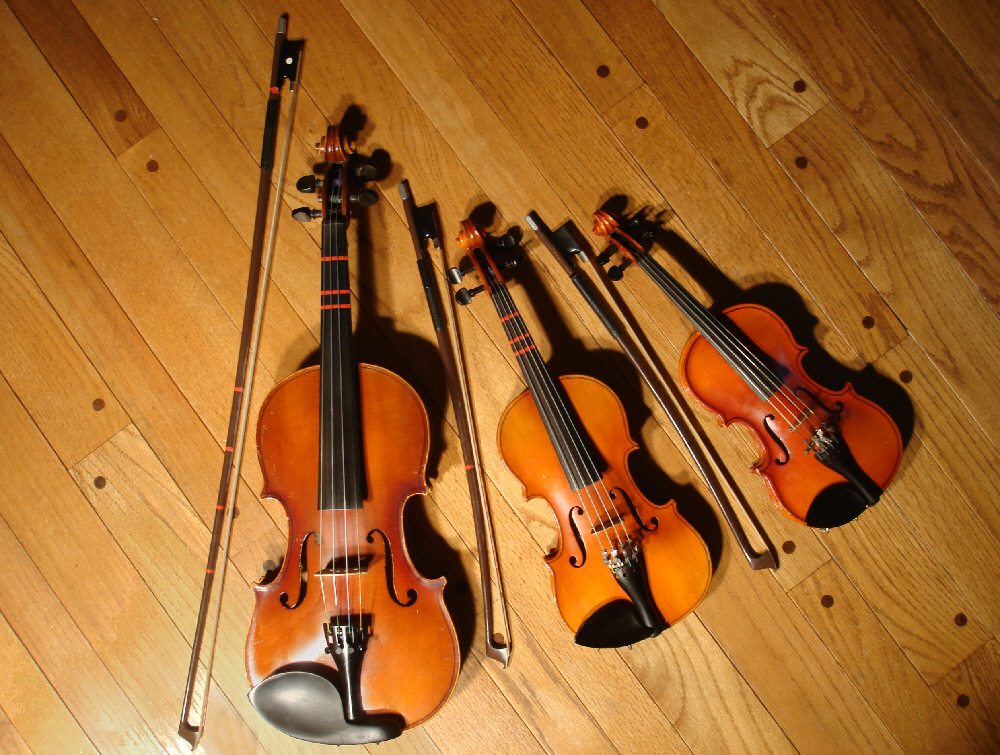
Violins de diferents mides, els més petits per a infants: violí sencer, 1/8 i 1/10.
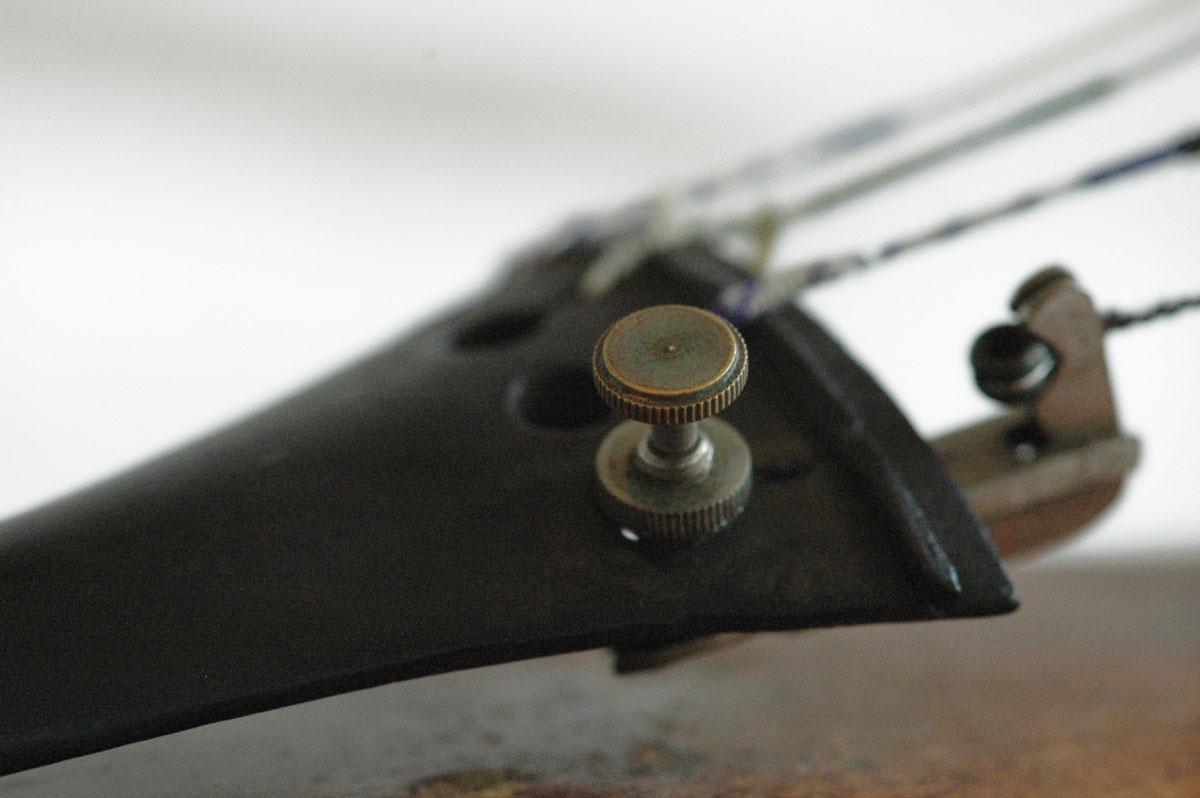
Afinador de violí al cordal.
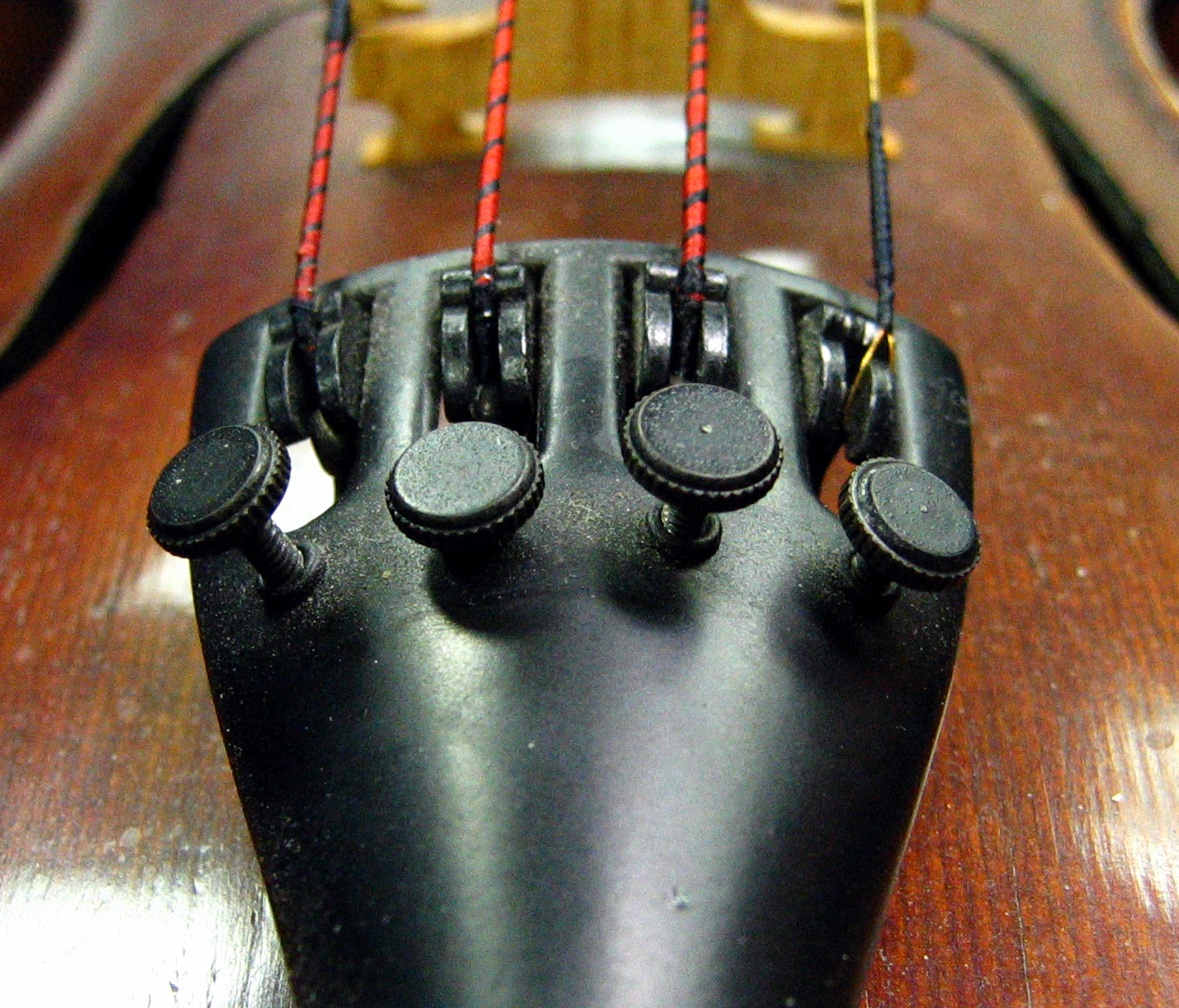
Afinadors a totes quatre cordes.
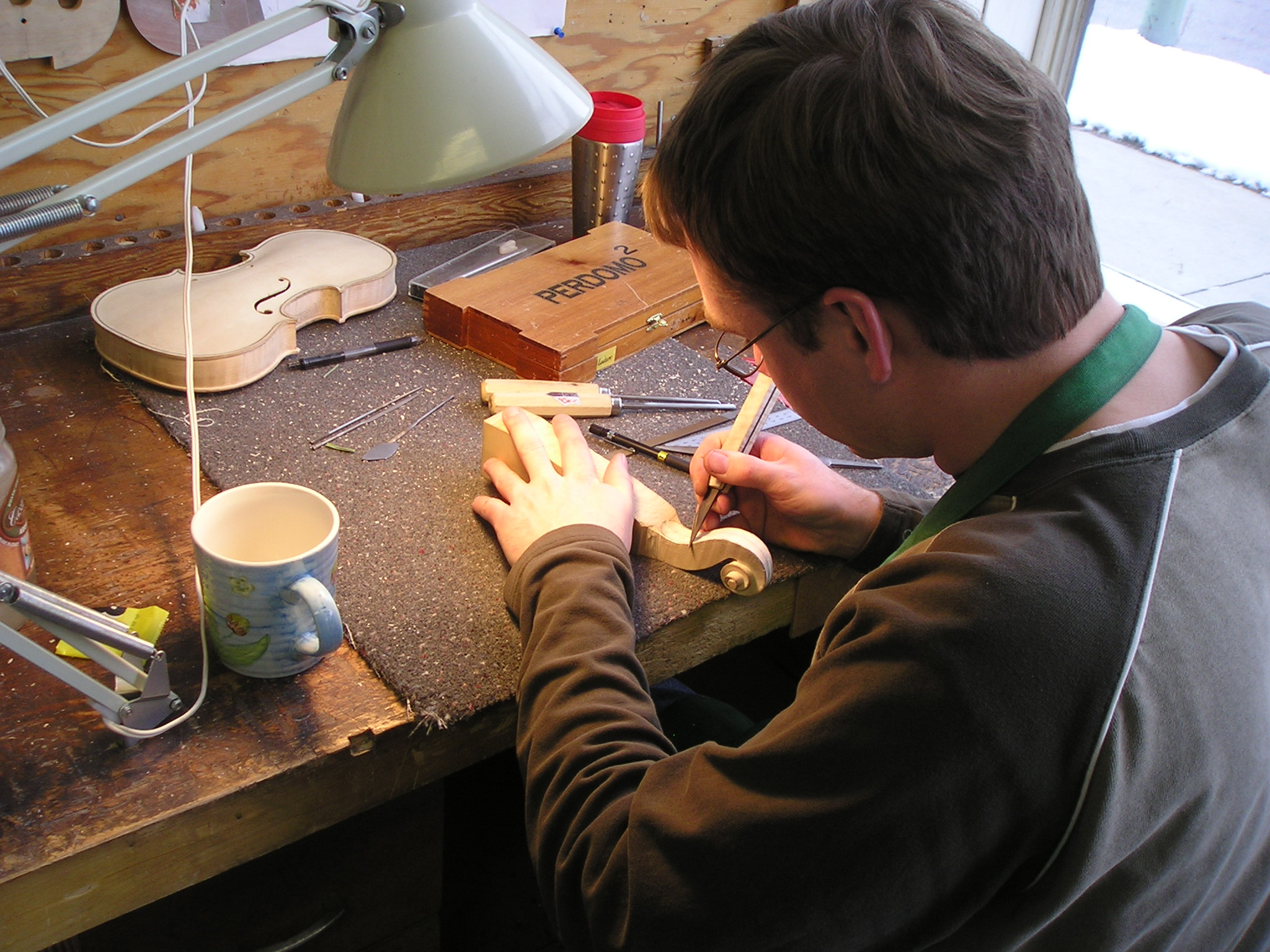
Fabricació d'un mànec de Fitxer:violí.
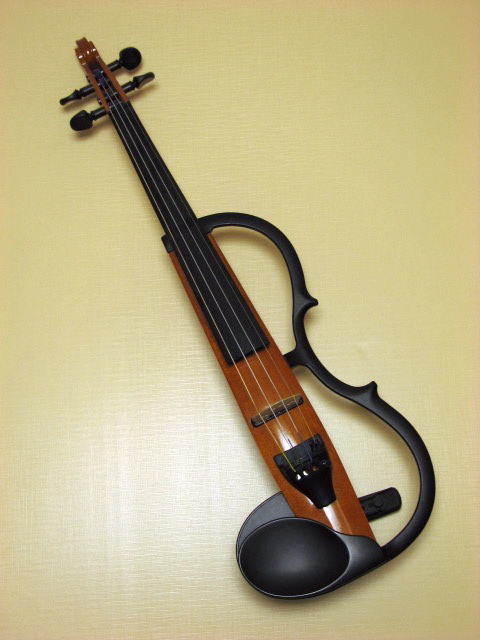
Violí Yamaha.
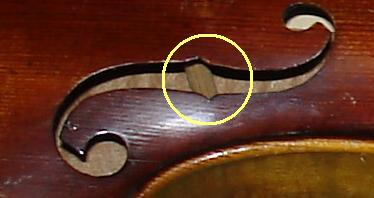
A través de la f es pot veure l'ànima.
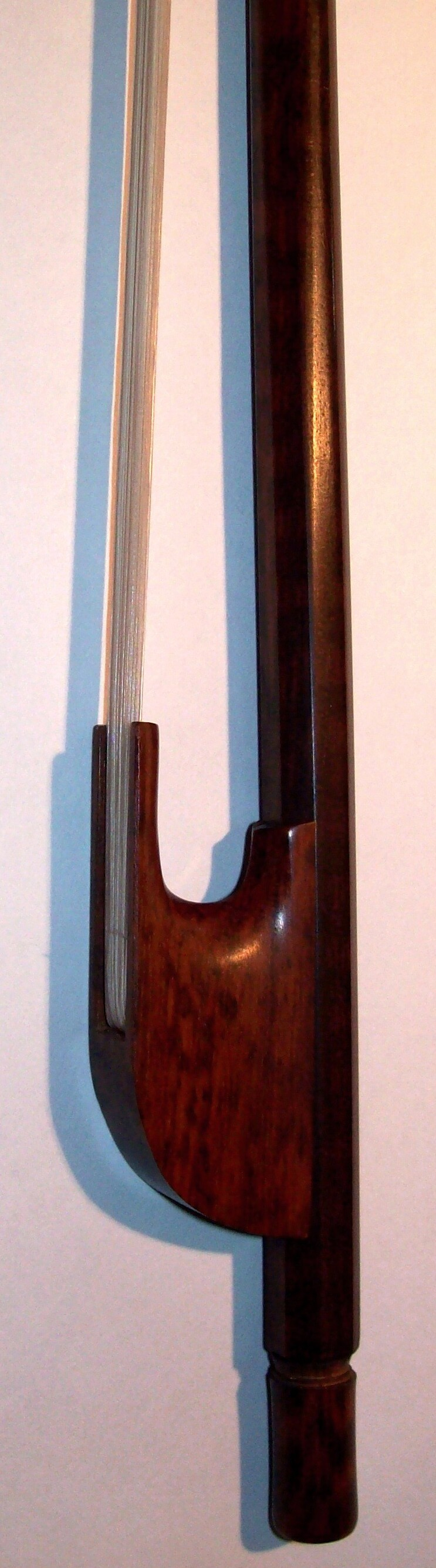
Arc de violí barroc.
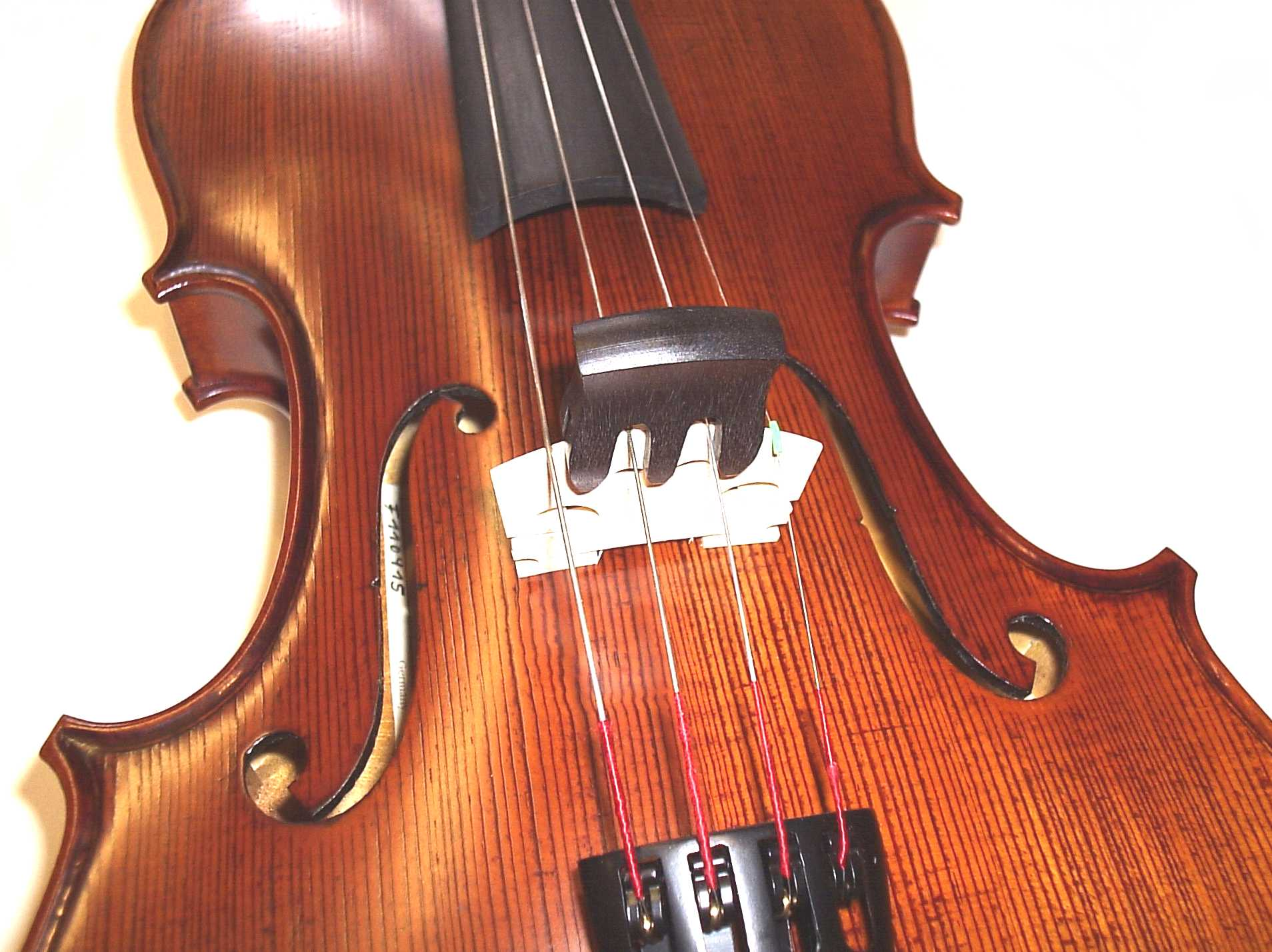
Sordina posada sobre el pont.
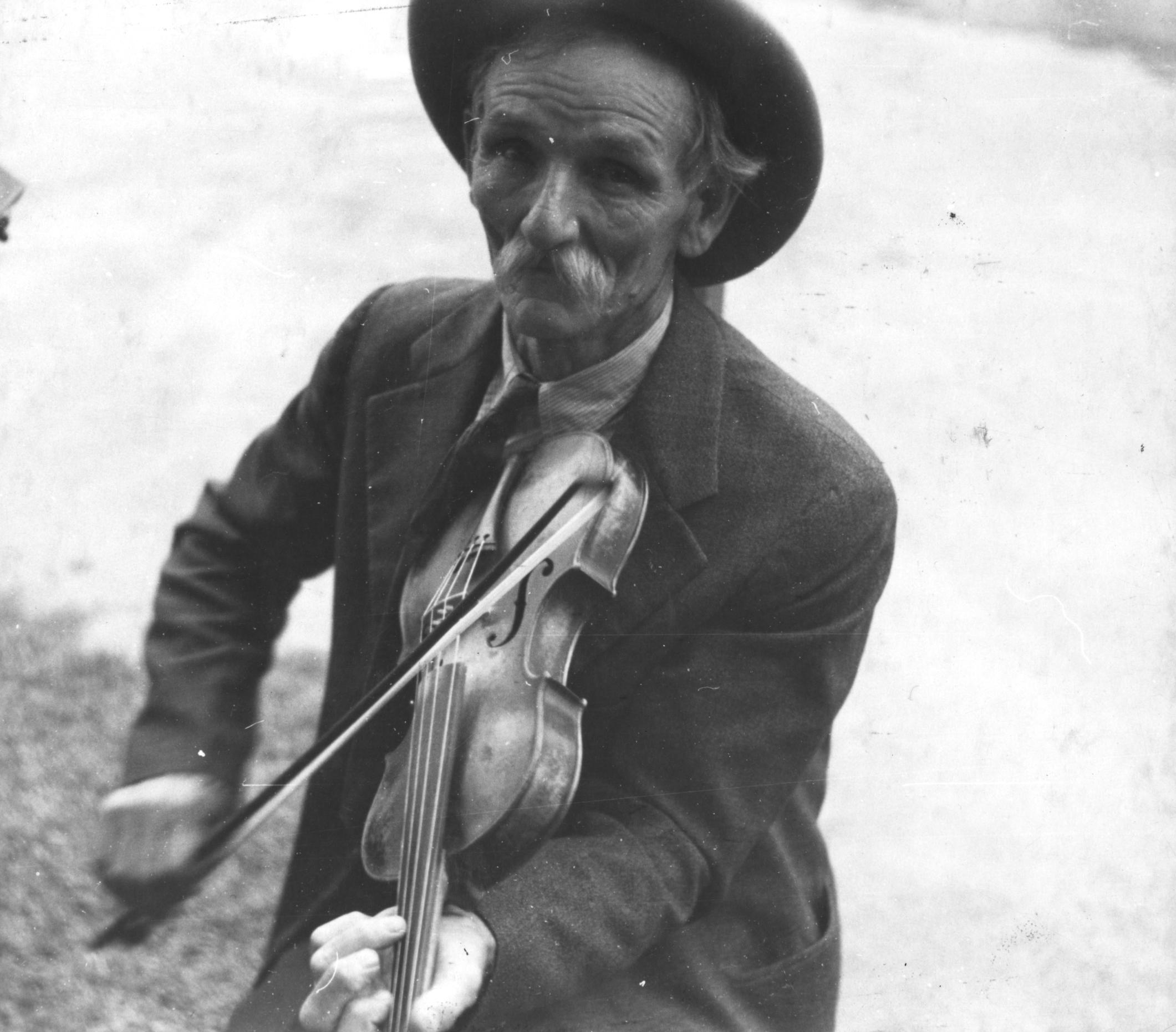
Un violinista tradicional de Carolina del Nord, en una fotografia del 1937.
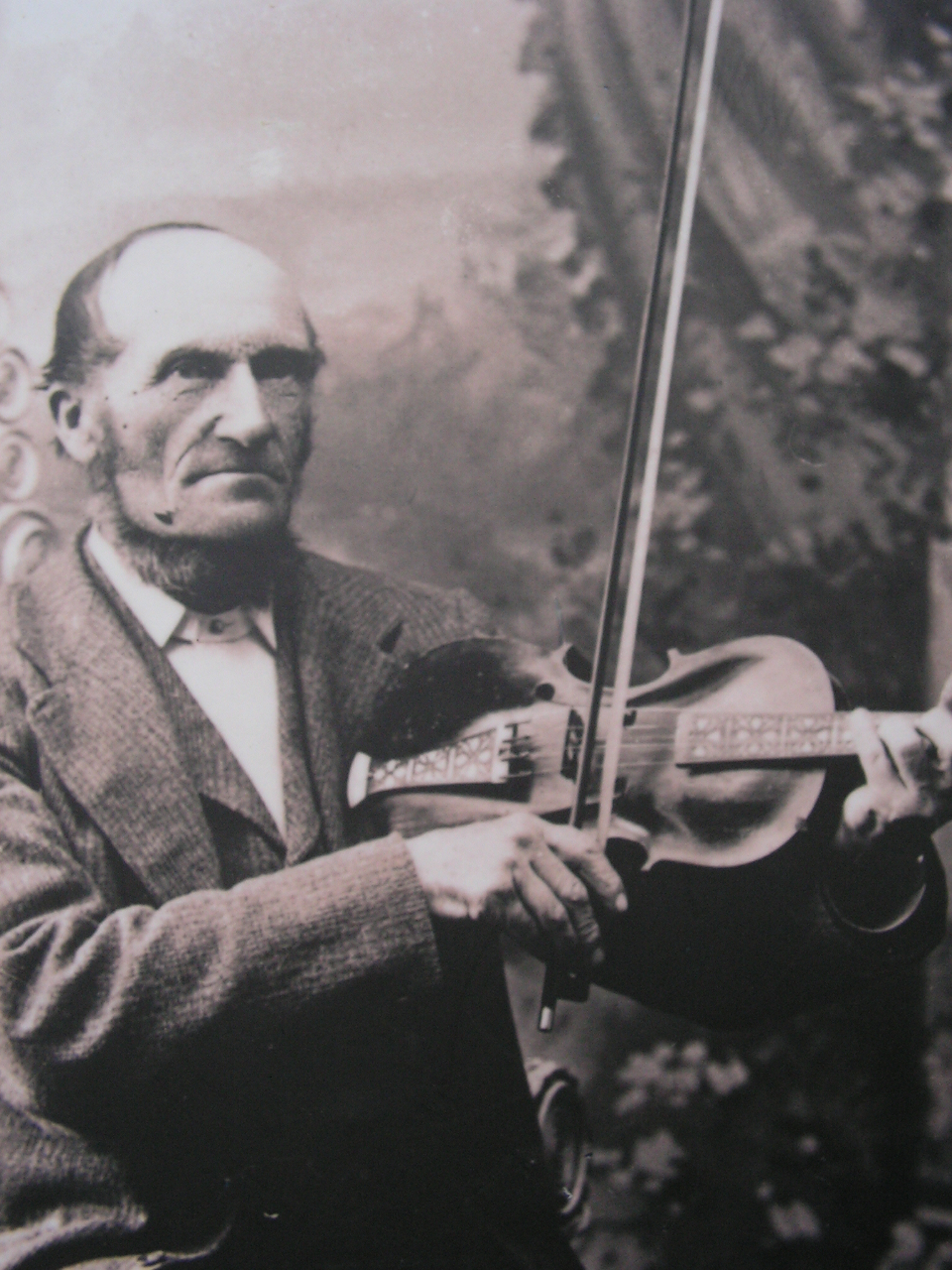
Un executant de hardanger, Noruega.
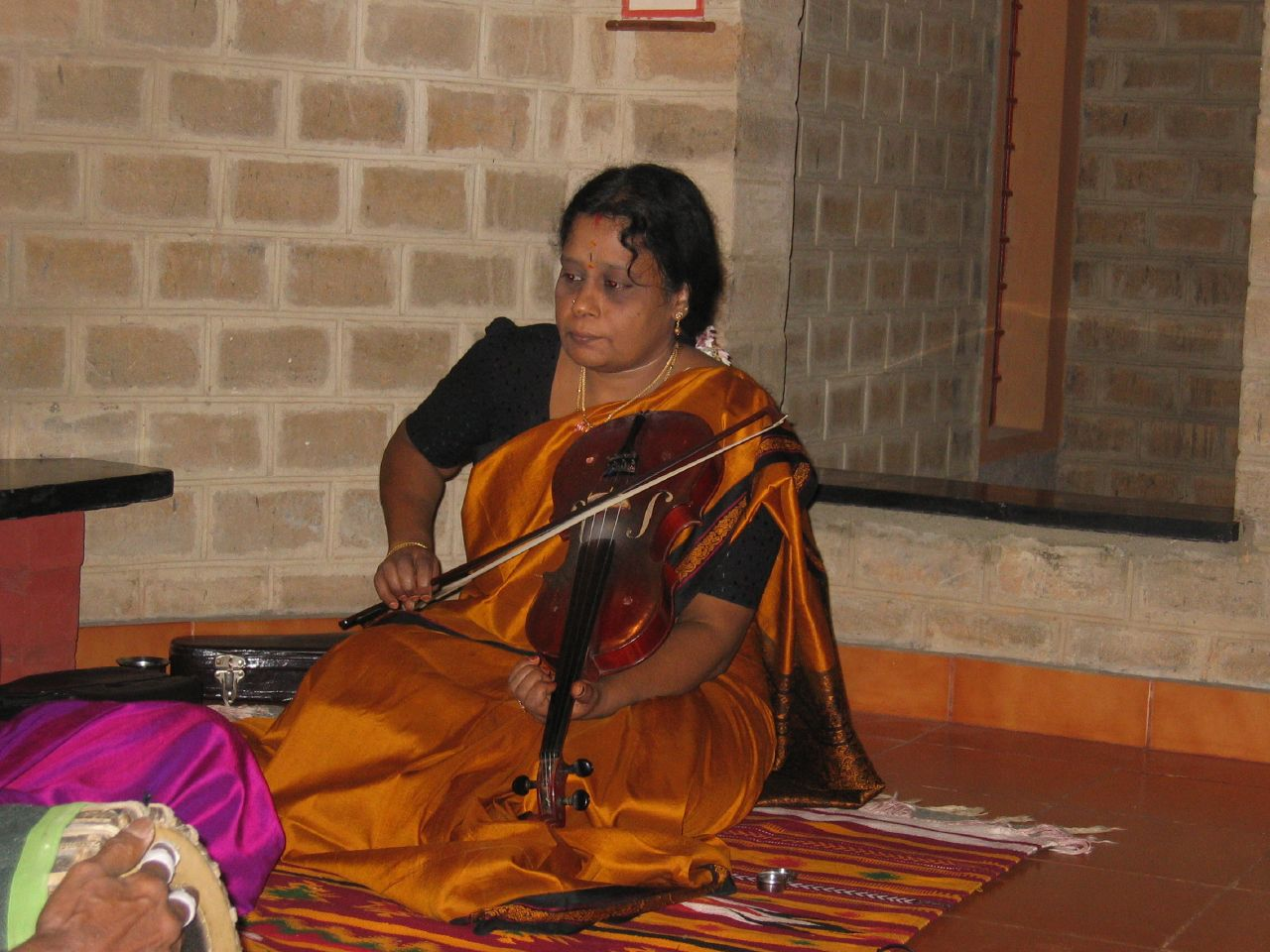
Violí tocat en la tradició hindú
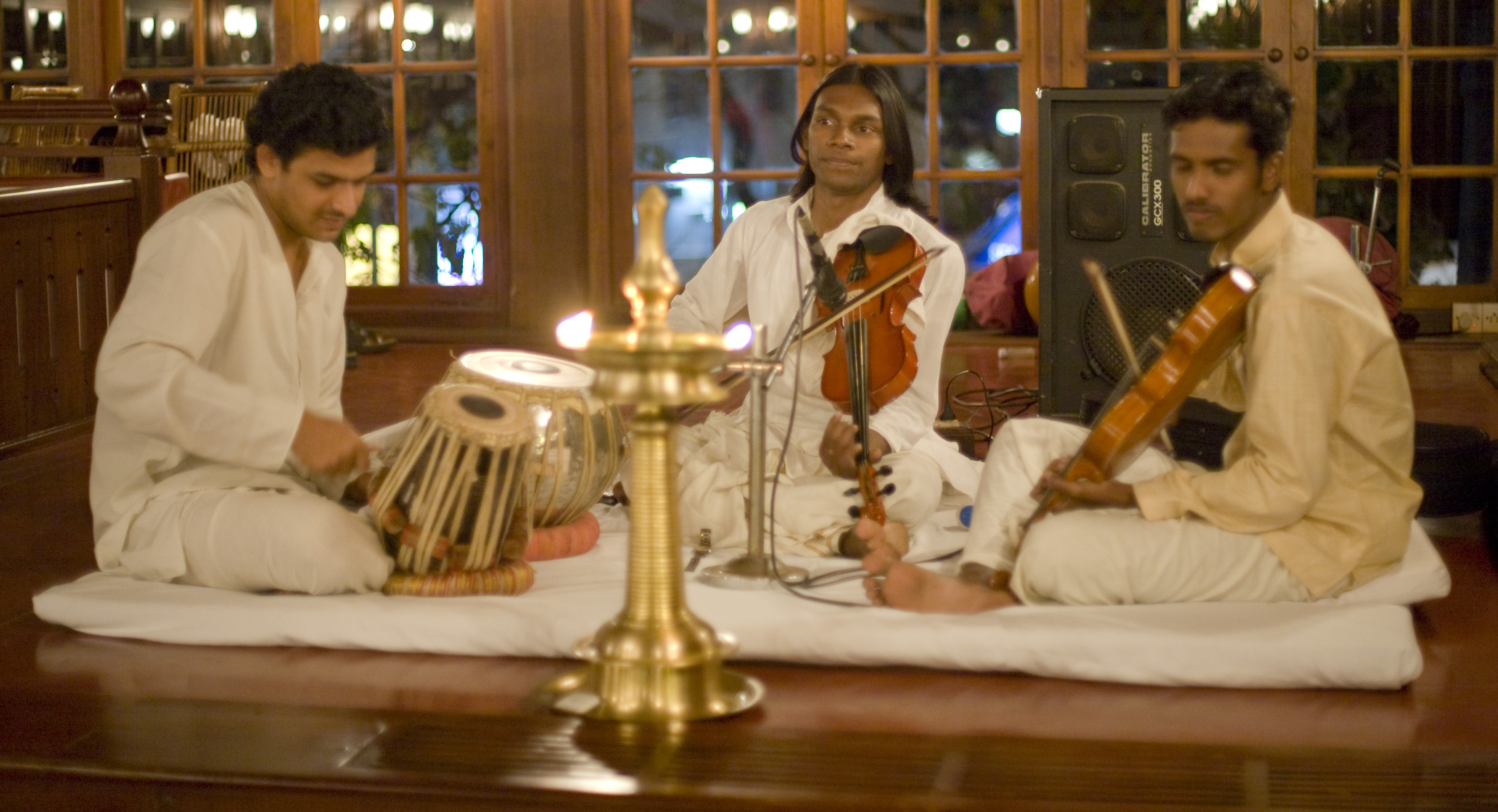
Violins en un conjunt fent música hindú de tradició carnàtica
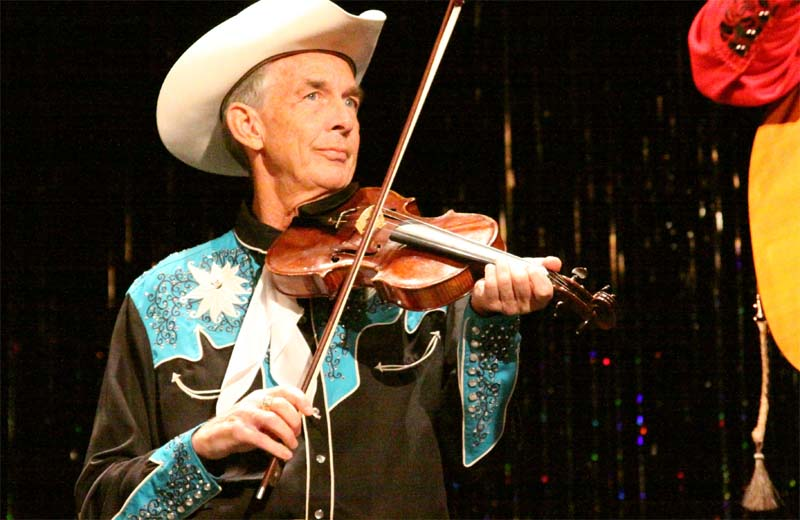
Violí fent música folklòrica dels Estats Units.
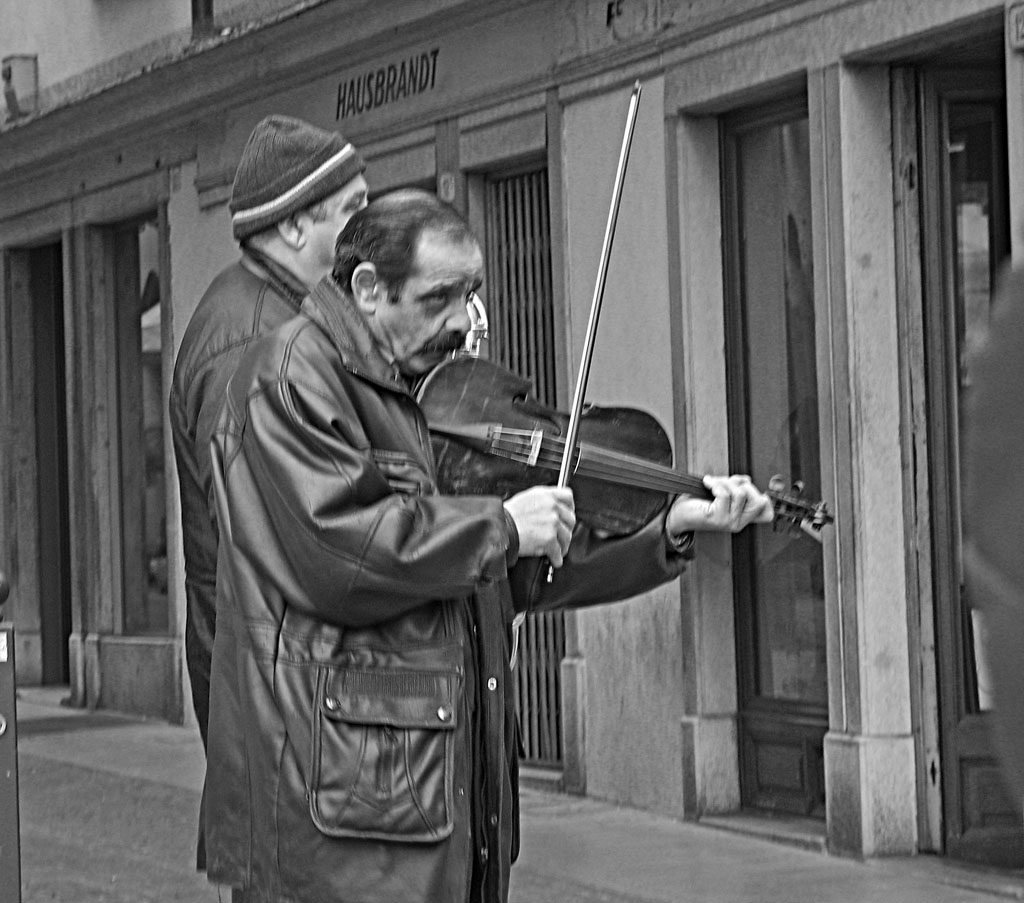
Tocant el violí girat de costat, vertical, a l'estil zíngar.
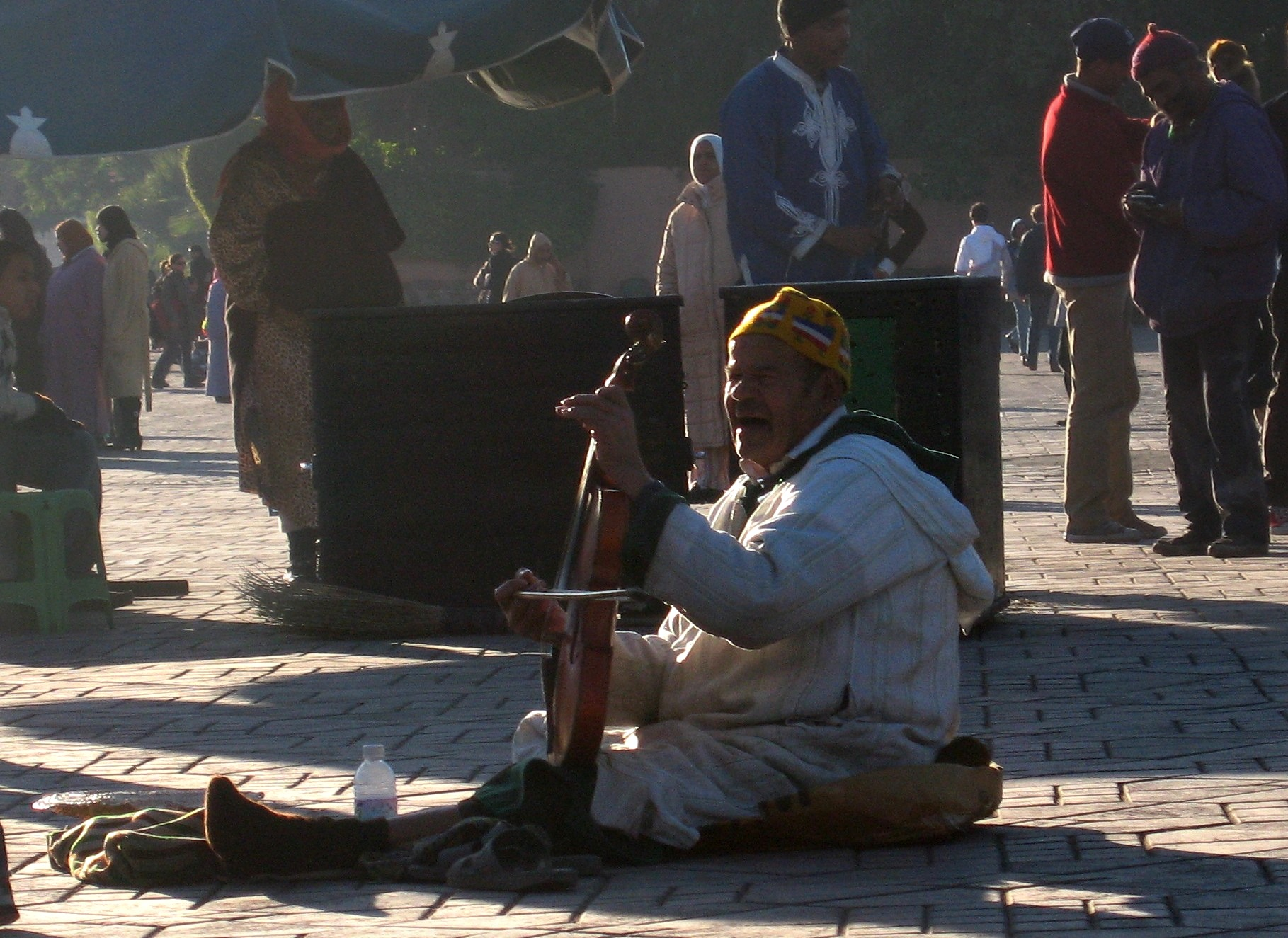
Violinista a Marrakeix, Marroc.

## So

### Tècniques
- Vibrato en el violí.  (?·pàg.)
- Pizzicato en el violí.  (?·pàg.)
- Cordes obertes (sense posar dits de la mà esquerra) en el violí.  (?·pàg.)
- Cordes dobles: tocant dues cordes alhora.  (?·pàg.)
- Tres acords al violí, de tres notes cada un.  (?·pàg.)
- Harmònics naturals en el violí.  (?·pàg.)
- Staccato al violí  (?·pàg.)
- Afinació del violí.  (?·pàg.)
- Sons i tècniques del violí.  (?·pàg.)

### Obres
- Primer moviment de La Primavera, d'Antonio Vivaldi, concert per a violí, corda i continu. (?·pàg.)
- Primer moviment del concert per a violí i orquestra de Felix Mendelssohn. (?·pàg.)
- Enregistrament en vídeo de l'inici del Caprici número 24 de Paganini per a violí sol a càrrec de Kyoko Yonemoto. (?·pàg.)